# Médio Império Assírio
O Médio Império Assírio foi o terceiro estágio da história assíria, cobrindo a história da Assíria desde a ascensão de Assurubalite I em c. 1 363 a.C. e a ascensão da Assíria como um estado territorial até a morte de Assurdã II em 912 a.C. O Médio Império Assírio foi o primeiro período de ascendência da Assíria como um império. Embora o império tenha experimentado sucessivos períodos de expansão e declínio, permaneceu o poder dominante do norte da Mesopotâmia durante todo o período. Em termos de história assíria, o período assírio médio foi marcado por importantes desenvolvimentos sociais, políticos e religiosos, incluindo a crescente proeminência tanto do rei assírio quanto da divindade nacional assíria Assur.
O Médio Império Assírio foi fundado através de Assur, uma cidade-estado durante a maior parte do período assírio antigo, e os territórios circundantes conquistando a independência do reino de Mitani. Sob Assurubalite, a Assíria começou a se expandir e afirmar seu lugar como uma das grandes potências do Antigo Oriente Próximo. Essa aspiração se concretizou principalmente através dos esforços dos reis Adadenirari I (c. 1305–1274 a.C.), Salmaneser I (c. 1273–1244 a.C.) e Tuculti-Ninurta I (c. 1243–1207 a.C.), sob os quais a Assíria se expandiu por um tempo para se tornar o poder dominante na Mesopotâmia. O reinado de Tuculti-Ninurta I marcou o auge do Médio Império Assírio e incluiu a subjugação da Babilônia e a fundação de uma nova capital, Car-Tuculti-Ninurta, embora tenha sido abandonada após sua  morte. Embora a Assíria tenha ficado em grande parte ilesa pelos efeitos diretos do colapso da Idade do Bronze no final do século XII a.C., o Médio Império Assírio começou a experimentar um período significativo de declínio aproximadamente ao mesmo tempo. O assassinato de Tuculti-Ninurta I em c. 1 207 a.C. levou a conflitos interdinásticos e uma queda significativa no poder assírio.
Mesmo durante seu período de declínio, os reis assírios médios continuaram a ser geopoliticamente assertivos;  tanto Assurdã I (c. 1178–1133 a.C.) quanto Assurrexixi I (c. 1132–1115 a.C.) fizeram campanha contra a Babilônia. Sob o filho e sucessor de Assurrexixi, Tiglate-Pileser I (r. 1114–1076 a.C.), o Médio Império Assírio experimentou um período de ressurgimento, devido a amplas campanhas e conquistas. Os exércitos de Tiglate-Pileser marcharam tão longe do coração assírio quanto o Mediterrâneo.  Embora as terras reconquistadas e recém-conquistadas tenham sido mantidas por algum tempo, o império experimentou um segundo e mais catastrófico período de declínio após a morte do filho de Tiglate-Pileser, Assurbelcala (r. 1073–1056 a.C.), que viu a perda da maioria dos territórios do império fora de seu coração, em parte devido a invasões de tribos arameias. O declínio assírio começou a ser revertido novamente sob Assurdã II (r. 934–912 a.C.), que fez campanha extensiva nas regiões periféricas do coração assírio. Os sucessos de Assurdã II e seus sucessores imediatos na restauração do domínio assírio sobre as antigas terras do império, e com o tempo indo muito além delas, é usado por historiadores modernos para marcar a transição do Médio Império Assírio para o posterior Império Neoassírio.
Teologicamente, o período assírio médio viu importantes transformações no papel do deus Assur. Tendo se originado como uma personificação divinizada da própria cidade de Assur alguns séculos antes no período assírio inicial, o deus Assur no período assírio médio tornou-se igualado ao antigo chefe sumério do panteão, Enlil, e isso foi como resultado da guerra e expansionismo assírio transformando um deus principalmente agrícola em um deus militar. A transição da Assíria de uma cidade-estado para um império também teve importantes consequências administrativas e políticas. Enquanto os governantes assírios do período assírio antigo governavam com o título de iššiak ("governador") em conjunto com uma assembleia da cidade composta por figuras influentes de Assur, os reis assírios médios eram governantes autocráticos que usavam o título de šar ("rei") e buscavam status igual aos monarcas de outros impérios. A transição para um império também levou ao desenvolvimento de vários sistemas necessários, como um sistema de estradas sofisticado, várias divisões administrativas de território e uma complexa rede de administradores e funcionários reais.

## História

### Formação e ascensão

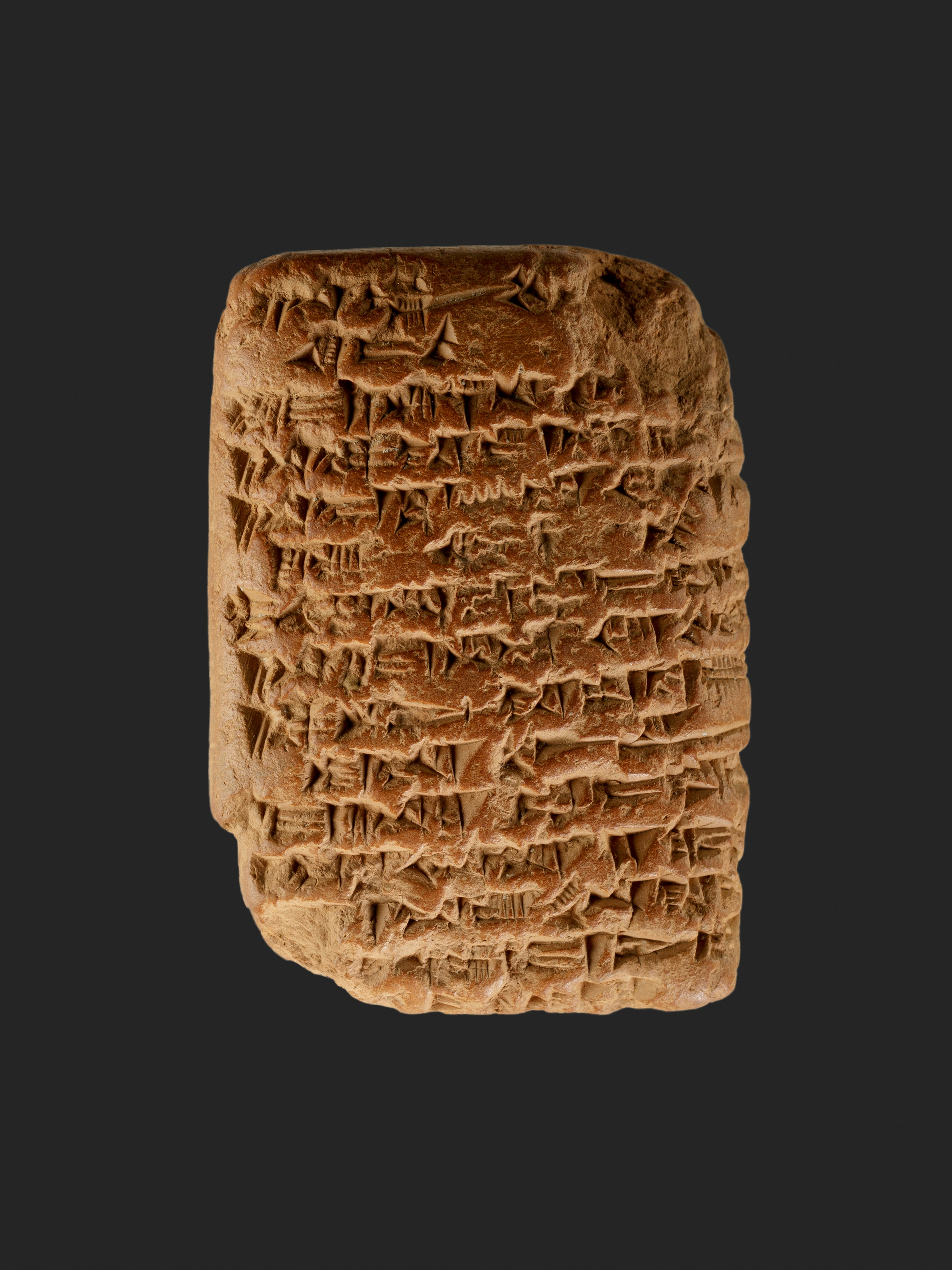
Carta de Amarna EA 15, uma carta real enviada por Assurubalite I da Assíria para Aquenáton de Egito

A Assíria tornou-se um estado territorial independente sob Assurubalite I em c. 1 363 a.C., tendo estado anteriormente sob a suserania do reino de Mitani. Embora a transição da Assíria de ser apenas uma cidade-estado em torno de Assur (como foi durante a maior parte do anterior período assírio antigo) já tivesse começado nas últimas décadas sob a suserania de Mitani, é a independência alcançada sob Assurubalite, bem como as conquistas de Assurubalite de territórios próximos, como a região fértil entre o rio Tigre, o sopé dos Montes Tauro e o Zabe Superior, que os historiadores modernos usam para marcar o início do período assírio médio.
Assurubalite foi o primeiro governante assírio nativo a reivindicar o título real šar ("rei"), e o primeiro governante de Assur a fazê-lo desde a época do conquistador amorreu Samsiadade I no século XVIII a.C. Pouco depois de alcançar a independência, ele reivindicou ainda a dignidade de um grande rei no nível dos faraós e dos reis hititas. A afirmação de Assurubalite de ser um grande rei significava que ele também se incorporou nas implicações ideológicas desse papel; esperava-se que um grande rei expandisse as fronteiras de seu reino para incorporar territórios "incivilizados", idealmente governando o mundo inteiro. No entanto, por conta do realismo político, a verdadeira situação era na maioria das vezes a diplomacia com adversários de igual nível, como a Babilônia, e a conquista apenas de estados menores e militares inferiores nas proximidades. O reinado de Assurubalite foi muitas vezes considerado por gerações posteriores de assírios como o verdadeiro nascimento da Assíria. O termo "terra do [deus] Assur" (māt Aššur), ou seja, designando a Assíria como compreendendo um reino maior, é atestado pela primeira vez como sendo usado em seu tempo.
A ascensão da Assíria foi entrelaçada com o declínio e o colapso de seu antigo suserano, Mitani. A Assíria foi subjugada por Mitani em c. 1 430 a.C., e como tal passou cerca de 70 anos sob o domínio de Mitani. O principal responsável por pôr fim ao domínio de Mitani no norte da Mesopotâmia foi o rei hitita Supiluliuma I, cuja guerra do século XIV a.C. com Mitani pelo controle da Síria efetivamente levou ao início do fim do reino de Mitani. Foi nessa luta pela supremacia e hegemonia que Assurubalite garantiu a independência. O conflito mitano-hitita foi precedido por um período de fraqueza no reino de Mitani; o herdeiro do trono de Mitani, Artasumara, foi assassinado no século XIV a.C., o que levou à ascensão da figura de outra forma menor Tusserata. A ascensão de Tusserata ao poder levou a um conflito interno no reino de Mitani, pois diferentes facções competiam entre si para depô-lo. Durante as guerras que se seguiram à ascensão de Tusserata, vários rivais vieram para governar Mitani, como Artatama II e Sutarna III. Os assírios às vezes lutaram contra eles e às vezes se aliaram a eles. Sutarna III garantiu o apoio assírio, mas teve que pagar muito por isso em prata e ouro.

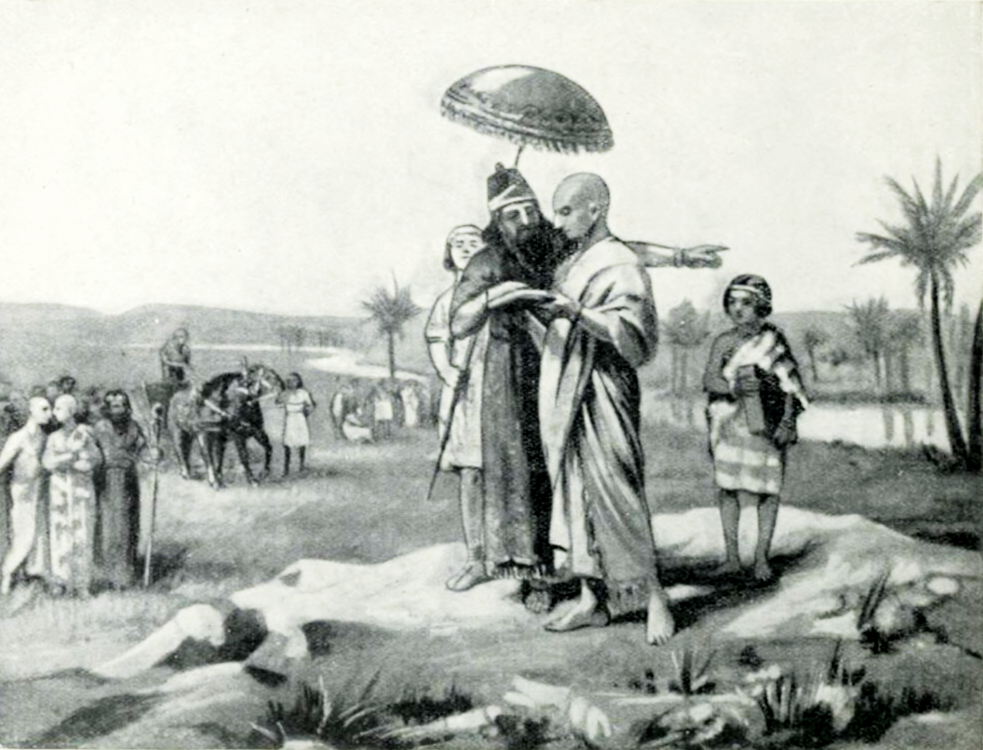
Ilustração do século XX de negociações da fronteira assiro-babilônica

Mapa político aproximado do Antigo Oriente Próximo em

Assurubalite, sem dúvida observando de perto o conflito entre Mitani e os hititas por interesse em expandir a Assíria, dirigiu grande parte de sua atenção para as terras ao sul de seu reino. Campanhas bem-sucedidas foram dirigidas contra Arrapa e Nuzi, que foram destruídas pelas tropas assírias na década de 1 330 a.C. ou antes. Nenhuma das cidades foi formalmente incorporada à Assíria; o exército assírio provavelmente se retirou para o Pequeno Zabe, permitindo que a Babilônia conquistasse os locais. Nos séculos vindouros, os reis assírios muitas vezes se viram como rivais dos reis babilônicos. O próprio Assurubalite não desejava se envolver em conflitos duradouros com os babilônios, claramente ilustrados desde que ele casou sua filha Mubalitate-Serua com o rei babilônico Burnaburias II. Antes de alcançar a paz, Burnaburias tinha sido um inimigo proeminente dos assírios. Em um ponto, ele tentou manchar as relações diplomáticas e comerciais assírias com o Egito, enviando uma carta ao faraó Aquenáton, na qual ele falsamente afirmava que os assírios eram seus vassalos. Após vários anos de coexistência pacífica entre a Assíria e a Babilônia, o rei babilônico Caracardas, filho de Burnaburias e Mubalitate-Serua, foi derrubado. Mubalitate-Serua provavelmente foi morta ao mesmo tempo, o que levou Assurubalite a marchar para o sul e restaurar a ordem. O usurpador que havia tomado a Babilônia nesse meio tempo, Nazi-Bugas, foi derrubado e substituído pelos assírios por Curigalzu II, outro filho de Burnaburias.
Os sucessores de Assurubalite, Enlilnirari (c. 1327–1318 a.C.) e Ariquedenili (c. 1317–1306 a.C.), tiveram menos sucesso do que Assurubalite na expansão e consolidação do poder assírio e, como tal, o novo reino desenvolveu-se de maneira um tanto hesitante e permaneceu frágil. Curigalzu não permaneceu leal aos assírios e, em vez disso, lutou com Enlilnirari. Sua traição e deslealdade resultaram em profundo trauma, ainda referenciado nos escritos assírios sobre diplomacia e guerras contra a Babilônia mais de um século depois; foi visto por muitos assírios posteriores como o ponto de partida da inimizade histórica entre as duas civilizações. A certa altura, Curigalzu alcançou as terras assírias até Sugagu, um assentamento localizado a apenas um dia de viagem de Assur. Embora os assírios o expulsassem, uma incursão tão profunda no coração da Assíria deixou uma impressão nos assírios, que em conflitos futuros muitas vezes se concentravam nos postos fronteiriços da Babilônia ao longo do rio Tigre oriental como medida preventiva.

### Primeiro período de expansão e consolidação

#### Reinados de Adadenirari I e Salmaneser I

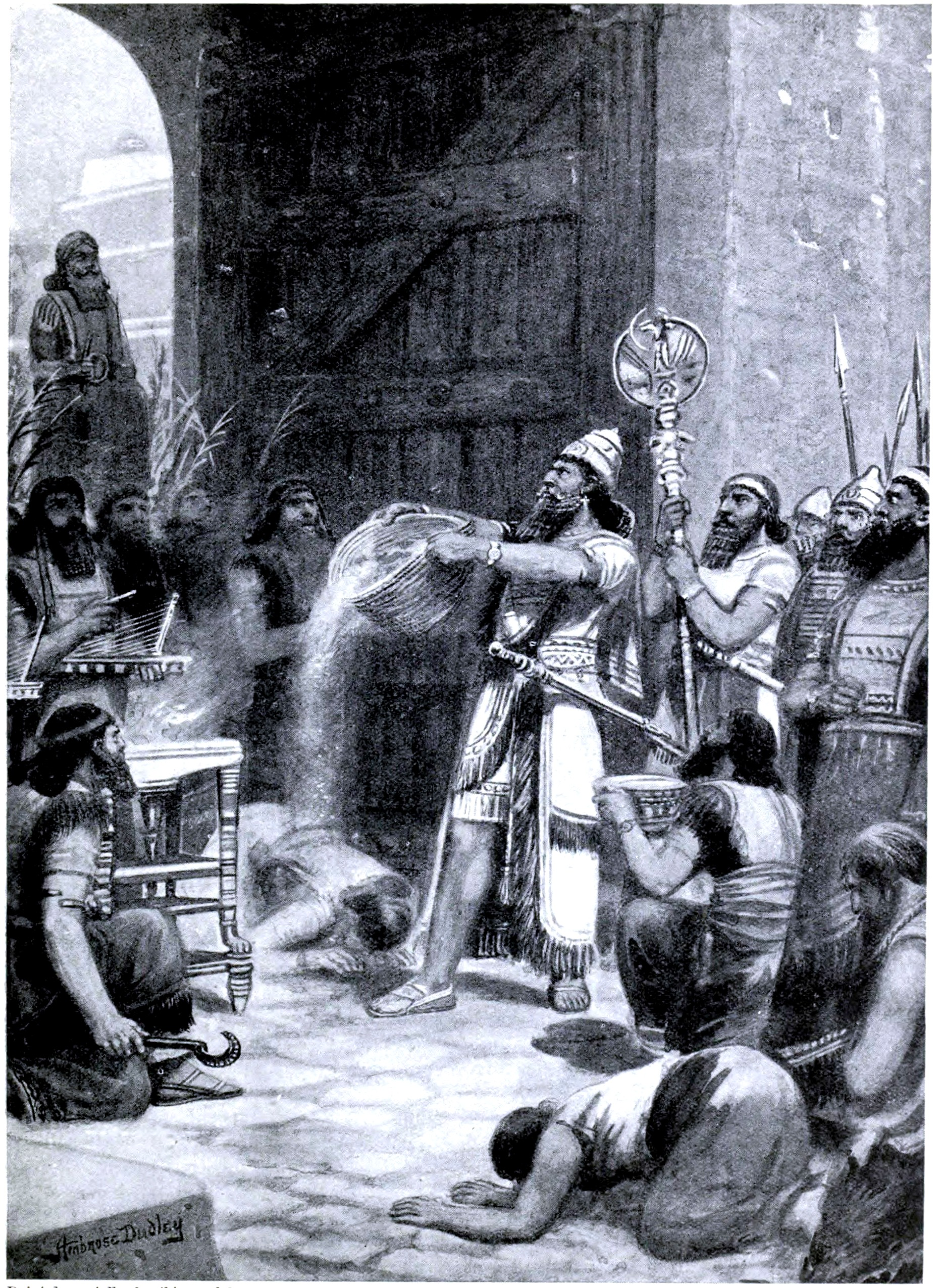
Ilustração do século XX de Salmaneser I derramando a poeira da fortaleza destruída de Arinu

Sob os reis guerreiros Adadenirari I (c. 1305–1274 a.C.), Salmaneser I (c. 1273–1244 a.C.) e Tuculti-Ninurta I (c. 1243–1207 a.C.), a Assíria começou a realizar suas aspirações de se tornar uma potência regional significativa. Embora as outras potências do Antigo Oriente Próximo, como o Egito, os hititas e a Babilônia, tivessem inicialmente relutado em ver o novo reino assírio como seu igual, desde o tempo de Adadenirari I em diante, quando a Assíria cresceu para ocupar o lugar de Mitani, seu status como um dos principais reinos tornou-se inegável. Adadenirari I foi o primeiro rei assírio a marchar contra os remanescentes do reino de Mitani e o primeiro rei assírio a incluir longas narrativas de suas campanhas em suas inscrições reais. Adadenirari no início de seu reinado derrotou Satuara I de Mitani e o forçou a pagar tributo à Assíria como governante vassalo. Dado que o exército assírio saqueou e destruiu extensivamente porções de Mitani durante esta campanha, é improvável que neste momento houvesse planos para anexar e consolidar as terras de Mitani. Algum tempo depois, o filho de Satuara, Uasasata, se rebelou contra os assírios, mas foi derrotado por Adadenirari que, como punição, anexou várias cidades ao longo do rio Cabur. Em Taite, uma antiga capital de Mitani, Adadenirari construiu um palácio real para si mesmo.
O foco principal de Adadenirari foi a conquista e/ou pacificação da Babilônia. Não apenas a Babilônia apresentava uma ameaça mais imediata, mas conquistar o sul da Mesopotâmia também seria mais prestigioso. Através do foco militar nas cidades fronteiriças da Babilônia, como Lubdi e Rapiqu, fica claro que o objetivo final de Adadenirari era subjugar os babilônios e alcançar a hegemonia sobre toda a Mesopotâmia. As ocupações temporárias de Adadenirari de Lubdi e Rapiqu foram recebidas com um ataque do rei babilônico Nazimarutas, embora Adadenirari o tenha derrotado na Batalha de Car Istar em c. 1 280 a.C. e a fronteira assiro-babilônica foi redesenhada em favor da Assíria. Sob o filho de Adadenirari, Salmaneser I, as campanhas assírias contra seus vizinhos e iguais se intensificaram. De acordo com suas próprias inscrições, Salmaneser conquistou oito países (provavelmente estados menores) no primeiro ano de seu reinado. Entre os locais capturados estava a fortaleza Arinu, que Salmaneser derrubou e transformou em pó. Parte da poeira de Arinu foi coletada e simbolicamente trazida de volta para Assur.

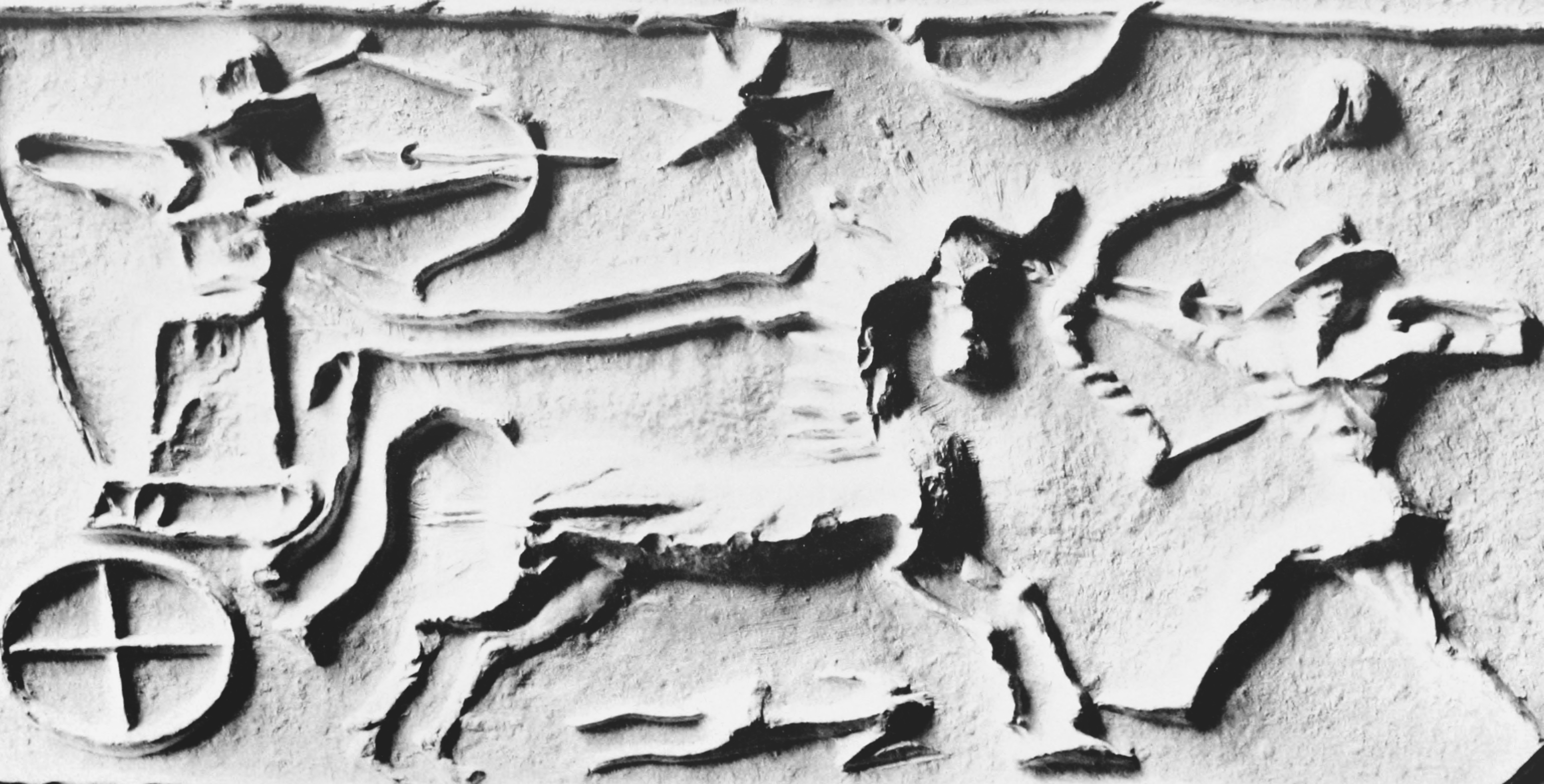
Selo do Médio Império Assírio, c. 1400–1100 a.C.

Depois que o novo rei Mitani, Satuara II, se rebelou contra a autoridade assíria, auxiliado pelos hititas, outras campanhas foram realizadas contra Mitani, a fim de suprimir a resistência. A campanha de Salmaneser contra Mitani foi um grande sucesso;  a capital de Mitani, Uasucani, foi saqueada e, percebendo que as terras de Mitani claramente não eram controláveis ao permitir que os governantes locais continuassem a governar como vassalos, as terras do reino foram anexadas com alguma relutância ao reino assírio. As terras não foram anexadas diretamente aos domínios reais, mas colocadas sob o domínio de um vice-rei que tinha o título de grão-vizir e rei de Hanigalbate. O primeiro tal governante foi o irmão de Salmaneser, Ibasili, cujos descendentes mais tarde continuaram a ocupar a posição. Este arranjo, colocando as terras de Mitani sob o domínio de um ramo menor da família real, sugere que as elites assírias no coração tinham apenas um interesse marginal nas novas conquistas. Embora Salmaneser se gabasse de atos brutais contra os exércitos de Mitani derrotados, em uma inscrição alegando ter cegado mais de 14.000 prisioneiros de guerra, ele também foi um dos primeiros reis assírios a fazer prisioneiros em primeiro lugar, em vez de simplesmente executar inimigos capturados. Adadenirari também foi um grande construtor; entre seus projetos de construção mais significativos foi a construção da cidade de Ninrude, um local altamente significativo na história posterior da Assíria.
Sob Salmaneser, os assírios também realizaram campanhas significativas contra os hititas. Já no tempo de Adadenirari, os enviados assírios foram maltratados na corte do rei hitita Mursil III. Quando o sucessor de Mursil, Hatusil III, estendeu a mão para Salmaneser na tentativa de forjar uma aliança, provavelmente devido a recentes perdas contra o Egito, ele foi insultado e chamado de "substituto de um grande rei". As relações tensas entre os dois impérios às vezes irrompiam em guerra; Salmaneser guerreou várias vezes contra estados vassalos hititas no Levante. As hostilidades atingiram seu apogeu sob o filho e sucessor de Salmaneser, Tuculti-Ninurta I, que derrotou os hititas na Batalha de Niria em c. 1 237 a.C. A derrota hitita em Niria marcou o início do fim de sua influência no norte da Mesopotâmia.

#### Reinado de Tuculti-Ninurta I

Mapa político do Antigo Oriente Próximo no século XIII a.C., quando o Médio Império Médio estava no auge. Babilônia no sul era um vassalo assírio c. 1225–1216 a.C.

O filho de Salmaneser I, Tuculti-Ninurta, tornei-se rei em 1 243 a.C. Ele tinha, segundo o historiador Stefan Jakob, "uma vontade incondicional de criar algo que durasse para sempre" e suas amplas conquistas levaram o Médio Império Assírio à sua maior extensão. Mesmo antes de se tornar rei, os reinos vizinhos desconfiaram de sua ascensão; quando ele assumiu o trono, o rei hitita Tudália IV enviou-lhe uma carta de felicitações, mas secretamente também enviou uma carta ao grão-vizir assírio Babu-aha-idina em que ele implorou ao vizir para dissuadir Tuculti-Ninurta de atacar os territórios hititas nas montanhas a noroeste da Assíria e trabalhar para melhorar as relações. A carta de Tudália pouco fez para dissuadi-lo, que viu através das lisonjas vazias e atacou e conquistou as terras em questão em seus primeiros anos como rei. De acordo com suas inscrições, a conquista foi amplamente celebrada como uma de suas primeiras realizações notáveis.
Quanto a seus predecessores, o foco principal de Tuculti-Ninurta era a Babilônia. Seu primeiro ato em relação ao seu vizinho do sul, Castilias IV, foi escalar o conflito reivindicando terras "tradicionalmente assírias" ao longo do leste do Tigre. Tuculti-Ninurta logo depois invadiu a Babilônia através do que os historiadores modernos geralmente consideram um ataque não provocado. No contemporâneo Épico de Tuculti-Ninurta, uma propaganda épica usada para justificar suas façanhas, o rei é descrito como agindo de acordo com a ordem divina contra Castilias, que é descrito como governante vil, abandonado pelos deuses. No texto, ele é acusado de várias atrocidades, incluindo atacar a Assíria, violar templos e deportar ou matar civis. Embora não haja evidências para essas acusações, elas podem ter sido baseadas em eventos reais, embora provavelmente exageradas. De acordo com o 'épico de Tuculti-Ninurta, ele marchou para o sul até o rio Diala e começou a atacar cidades da Babilônia, incluindo Sipar e Dur-Curigalzu. Castilias então atacou os assírios, confiante de que seria vitorioso, mas foi derrotado e evitou o conflito pelo resto da guerra. Tuculti-Ninurta acabou por emergir como o vencedor, conquistando a Babilônia em c. 1 225 a.C., arrastando Castilias de volta à Assíria como prisioneiro, e assumindo o antigo título "rei da Suméria e Acádia". Dado que algumas inscrições relatam "refugiados assírios" da Babilônia e que alguns soldados estavam "famintos", parece que a vitória foi custosa. O governo de Tuculti-Ninurta sobre a Babilônia, que nominalmente colocou territórios até o Golfo Pérsico ao sul sob o domínio assírio, durou vários anos e começou o ápice do poder assírio médio, embora a dominação assíria pareça ter sido bastante indireta.

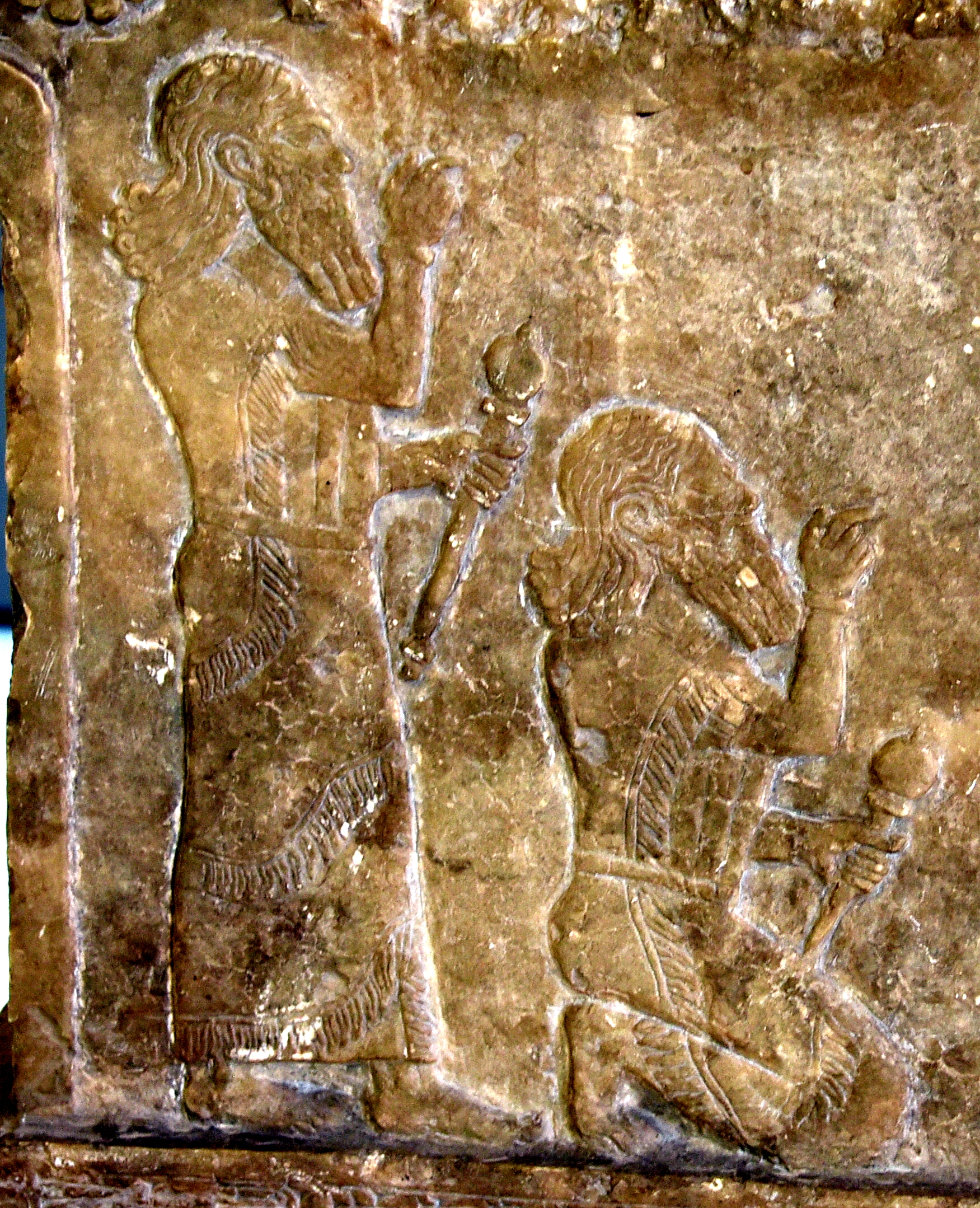
Tuculti-Ninurta I, retratado em pé e ajoelhado

Tuculti-Ninurta experimentou algumas dificuldades em manter seu império unido, particularmente na Babilônia.  Embora o período após a deposição de Castilias seja pouco atestado na Babilônia, parece que houve uma segunda campanha assíria direcionada ao sul em 1 222 a.C., após o governo dos reis vassalos de Tuculti-Ninurta, Enlilnadinsumi e Cadasmanarbe II, que resultou na adesão de outro vassalo, Adadesumaidina. Porque Tuculti-Ninurta foi capaz de vir para a Babilônia como convidado em c. 1 221 a.C. e fazer oferendas aos deuses babilônicos, é claro que Adadesumaidina desfrutou do apoio assírio para seu governo. Embora essa campanha tenha sido seguida por vários anos de paz, está claro que Adadesumaidina acabou deixando de agir como um governante fantoche. Embora Tuculti-Ninurta o perdoasse por uma revolta na qual ele tomou a cidade de Lubdi, uma segunda revolta de Adadesumaidina em c. 1 217 a.C. foi recebida com uma terceira campanha contra a Babilônia, na qual Tuculti-Ninurta saqueou a cidade e levou a religiosamente importante estátua de Marduque (Marduque sendo a divindade nacional da Babilônia) para a Assíria. Ele assumiu o título "rei das extensas montanhas e planícies" e reivindicou governar desde o "Mar Superior até o Mar Inferior" e que ele recebeu tributo "dos quatro cantos". Em uma de suas inscrições, Tuculti-Ninurta chegou a proclamar-se o deus-sol Samas encarnado, intitulando-se šamšu kiššat niše ("sol [deus] de todas as pessoas"). Essa afirmação era altamente incomum para um rei assírio fazer, já que os governantes assírios geralmente não eram considerados figuras divinas.
A última campanha babilônica não resolveu todos os problemas de Tuculti-Ninurta; o exército assírio às vezes teve que ser implantado nas montanhas a noroeste e nordeste do coração assírio para reprimir revoltas e logo, uma revolta babilônica liderada por Adadesumausur, talvez um filho de Castilias IV, expulsou os assírios da Babilônia em c. 1 216 a.C. É registrado que Tuculti-Ninurta se queixou ao rei hitita Supiluliuma II, neste momento um aliado da Assíria e esperado para cooperar militarmente, que ele "permaneceu em silêncio" sobre a "tomada ilegal do poder" de Adadesumausur.
Além de suas campanhas e conquistas, Tuculti-Ninurta também é famoso pelo projeto de construção mais dramático de todo o período médio assírio: a construção de uma nova capital, Car-Tuculti-Ninurta, em homenagem a si mesmo (o nome significa "fortaleza de Tuculti-Ninurta"). Fundada no décimo primeiro ano de seu reinado (c. 1 233 a.C.), a construção e breve ocupação da cidade foi a única vez que a capital assíria foi movida antes do período neoassírio, séculos depois. Após a morte de Tuculti-Ninurta, a capital foi transferida de volta para Assur.

### Primeiro período de declínio

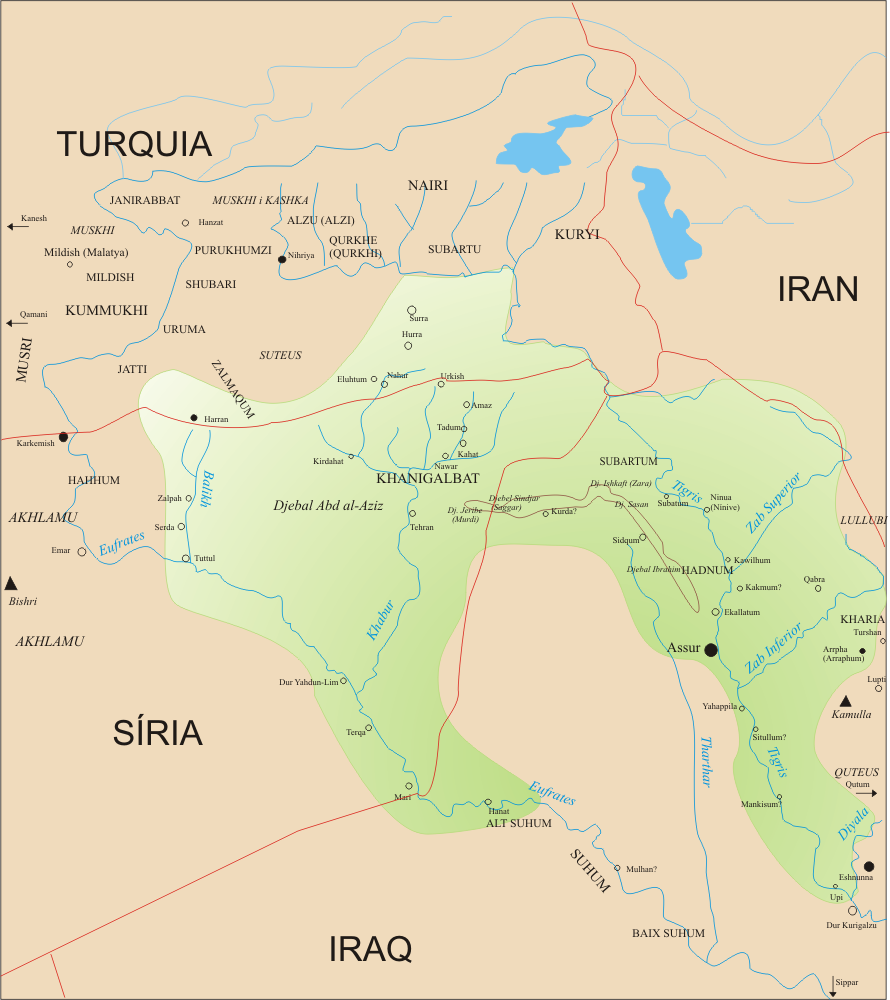
Mapa do Médio Império Assírio sob Assurrexixi I

Inscrições do final do reinado de Tuculti-Ninurta mostram crescente isolamento interno, já que muitos entre a poderosa nobreza da Assíria ficaram insatisfeitos com seu governo, especialmente após a perda da Babilônia. Em algumas de suas próprias inscrições, Tuculti-Ninurta parece lamentar as perdas desde seus dias de glória. Seu longo e próspero reinado terminou com seu assassinato, que foi seguido por um conflito interdinástico e uma queda significativa no poder assírio. Embora alguns historiadores tenham atribuído o assassinato à mudança da capital de Assur por Tuculti-Ninurta, um ato possivelmente sacrílego, é mais provável que tenha sido o resultado da crescente insatisfação durante seu reinado tardio. Cronistas posteriores culpam o assassinato no seu filho Assurnasirapli, talvez uma versão incorreta do nome de seu sucessor Assurnadinapli (c. 1206–1203 a.C.). Outro líder da conspiração parece ter sido o grão-vizir e rei vassalo de Hanigalbate, Ilipada, que manteve uma posição de destaque na corte por anos depois. Assurnadinapli foi após seu curto reinado sucedido por dois de seus irmãos, Assurnirari III (c. 1202–1197 a.C.) e Enlilcudurriusur (c. 1196–1192 a.C.), que também governaram apenas brevemente e foram incapazes de manter o poder assírio. Embora a linha de reis assírios continuasse ininterrupta ao longo do declínio, a Assíria ficou restrita principalmente ao coração assírio. O declínio do Médio Império Assírio coincidiu amplamente com o colapso da Idade do Bronze, uma época em que o Antigo Oriente Próximo experimentou mudanças geopolíticas monumentais; em uma única geração, o Império Hitita e a dinastia cassita da Babilônia caíram, e o Egito foi severamente enfraquecido por perder suas terras no Levante. Os pesquisadores modernos tendem a atribuir variavelmente o colapso a migrações em grande escala, invasões dos misteriosos Povos do Mar, novas tecnologias de guerra e seus efeitos, fome, epidemias, mudanças climáticas e exploração insustentável da população trabalhadora.
Enlilcudurriusur desfrutou de um relacionamento muito mais pobre com a linha de governantes vassalos de Hanigalbate, talvez porque ele não tenha apoiado o assassinato de seu pai. Um relacionamento tão ruim era perigoso, uma vez que esses governantes vassalos também eram membros da família real assíria, como descendentes de Adadenirari I. Em algum momento durante o reinado de Enlilcudurriusur, o filho de Ilipadda, Ninurtapalecur viajou para a Babilônia onde se encontrou com Adadesumausur. Com o apoio babilônico, Ninurtapalecur invadiu a Assíria e derrotou Enlilcudurriusur em batalha. De acordo com as Crônicas Babilônicas, ele foi capturado e entregue aos babilônios por seu próprio povo. Ninurtapalecur então tornou-se rei, terminando a linha de governantes que eram descendentes diretos de Tuculti-Ninurta. Durante seu reinado, c. 1191–1179 a.C., Ninurtapalecur provou ser, como seus predecessores imediatos, incapaz de fazer muito sobre o colapso do império. No reinado de seu filho, Assurdã I (c. 1178–1133 a.C.), a situação melhorou um pouco, como pode ser deduzido de uma campanha dirigida por Assurdã I contra o rei babilônico Zababasumaidina, ilustrando que as esperanças de ganhar o controle de pelo menos algumas terras do sul e reafirmar a superioridade sobre a Babilônia não foram completamente abandonadas.
Após a morte de Assurdã em 1 133 a.C., seus dois filhos Ninurta-Tuculti-Assur e Mutaquilnuscu lutaram pelo poder, com Mutaquilnuscu emergindo vitorioso mas, em seguida, apenas governando por menos de um ano. Mutaquilnuscu começou um conflito com o rei babilônico Iti-Marduque-balatu pelo controle da cidade de Zanqi ou Zaqqa, que continuou no reinado de seu filho e sucessor Assurrexixi I (r. 1132–1115 a.C.). Na História Sincronística (um documento assírio posterior), mais tensões em Zanqi são descritas entre Assurrexixi e o rei babilônico Nabucodonosor I, que incluiu uma batalha na qual os babilônios queimaram suas próprias máquinas de cerco para que não fossem capturadas pelos assírios. Embora a História Sincronística descreva a Assíria como em perigo de agressão babilônica no reinado do pai e predecessor de Nabucodonosor, Ninurtanadinsumi, ela lança Assurrexixi como um salvador do império, que derrotou Nabucodonosor em várias batalhas e foi capaz de defender a fronteira assíria meridional. Assurrexixi como tal começou a reverter as décadas de declínio assírio e em suas inscrições reivindicou o epíteto "vingador da Assíria" (mutēr gimilli māt Aššur).

### Segundo período de expansão e consolidação

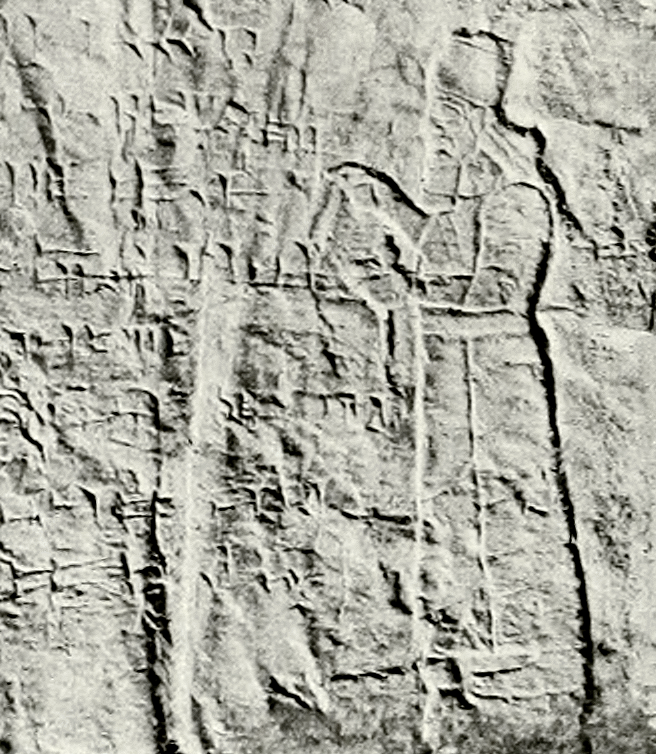
Relevo representando Tiglate-Pileser I

O filho e sucessor de Assurrexixi, Tiglate-Pileser I (r. 1114–1076 a.C.), inaugurou um segundo período de ascendência assíria média. Devido às vitórias de seu pai contra a Babilônia, Tiglate-Pileser estava livre para desviar sua atenção para outras regiões e não se preocupar com um ataque ao sul. Textos escritos já durante seus primeiros anos de reinado demonstram que Tiglate-Pileser governou com mais confiança do que seus antecessores, usando títulos como "rei incomparável do universo, rei dos quatro cantos, rei de todos os príncipes, senhor dos senhores" e epítetos como "chama esplêndida que cobre a terra hostil como uma tempestade". Em seu primeiro ano como rei, Tiglate-Pileser derrotou os Muški, uma tribo que havia assumido o controle de várias terras no norte cinquenta anos antes. As inscrições mencionam que nenhum rei os havia derrotado em batalha antes e que seu forte exército de 20.000 homens, liderado por cinco reis, foi derrotado por Tiglate-Pileser, que, no entanto, permitiu que os 6.000 inimigos sobreviventes se estabelecessem na Assíria como seus súditos. Uma das fortalezas de Muški, a cidade de Katmuḫu no nordeste, continuou a ser problemática por alguns anos antes de ser reconquistada, saqueada e seu rei, Errupi, ser deportado. Numerosos outros locais no nordeste também foram conquistados e incorporados ao seu império.
Tiglate-Pileser também fez campanhas significativas no oeste. As cidades do norte da Síria, que haviam deixado de prestar tributo décadas antes, foram reconquistadas e os casquianos e urumeanos, tribos que também haviam se estabelecido na região, submeteram-se voluntariamente a ele imediatamente após a chegada de seu exército. Ele também travou guerra contra o povo de Nairi nas terras altas da Armênia. Famoso por seu conhecimento da criação de cavalos, seu objetivo auto-admitido nesta campanha era adquirir mais cavalos para o exército assírio. Fica claro por suas inscrições que o objetivo das campanhas era incutir respeito entre os governantes das terras anteriormente subordinadas à Assíria, reconquistar as antigas fronteiras assírias e ultrapassá-las; "Ao todo, conquistei 42 terras e seus governantes do outro lado do Baixo Zabe em regiões montanhosas distantes do outro lado do rio Eufrates, povo de Ḫatti, e o Mar Superior no oeste – desde meu ano de ascensão ao meu quinto ano de reinado. Submeti-os a uma autoridade, tomei-os como reféns (e) impus-lhes tributos e impostos".

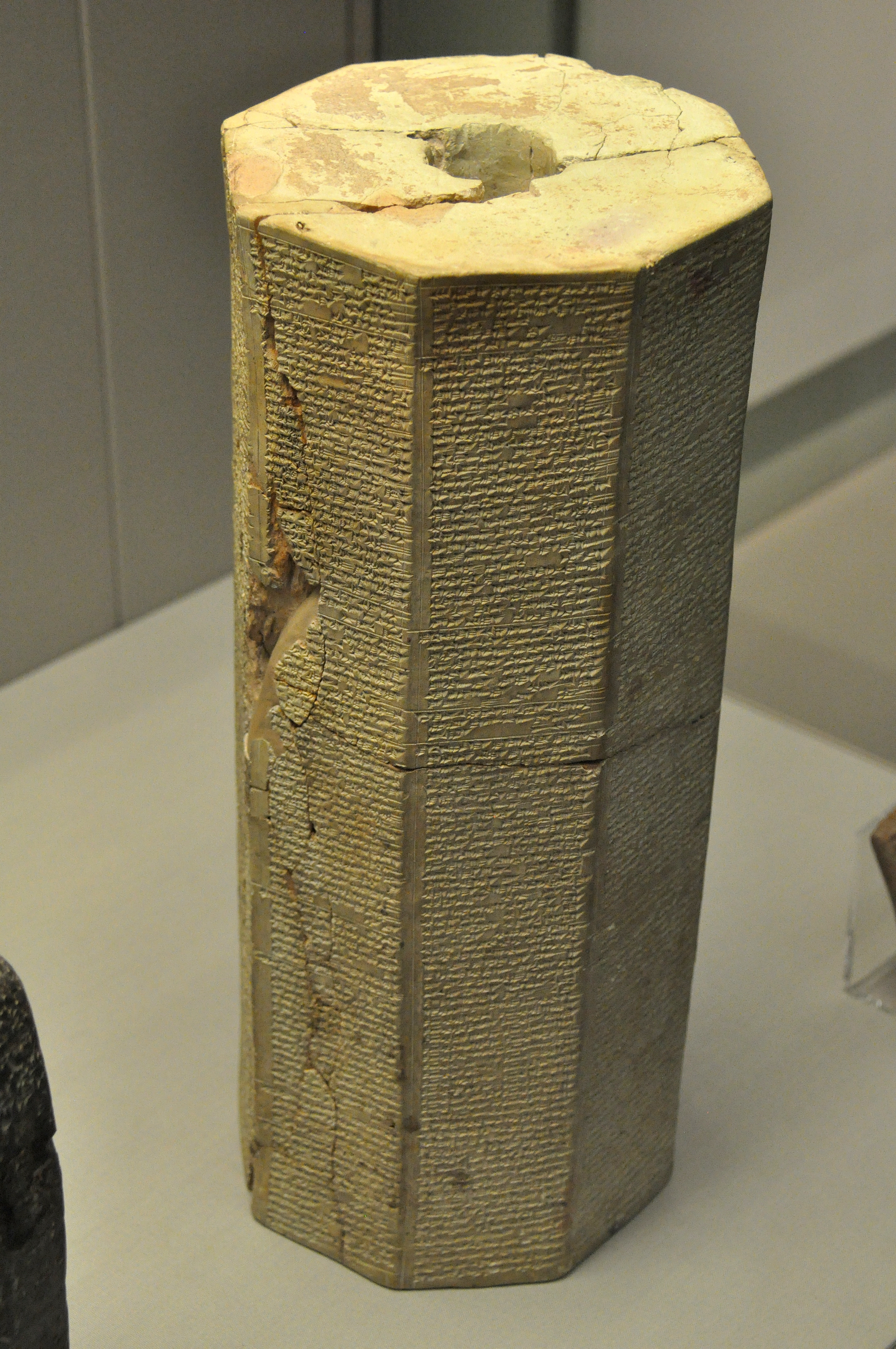
Octógono de terracota de Assur contando as campanhas e atividades civis de Tiglate-Pileser I

As inscrições de Tiglate-Pileser são as primeiras inscrições assírias a descrever medidas punitivas contra cidades e regiões rebeldes em qualquer detalhe.  Uma inovação mais importante foi aumentar o tamanho da cavalaria assíria e introduzir carros de guerra em uma escala maior do que os reis anteriores. Carruagens também foram cada vez mais usadas pelos inimigos da Assíria. Nos anos finais de seu reinado, ele enfrentou duas vezes o rei babilônico Marduquenadinaque em batalhas com um grande número de carruagens. Embora ele não tenha conquistado a Babilônia, várias cidades, incluindo a própria Babilônia, foram atacadas e saqueadas com sucesso. Ele provavelmente foi incapaz de conquistar a Babilônia, pois uma quantidade significativa de atenção precisava ser desviada para as tribos arameias no oeste. Embora ele tenha sido um dos reis mais poderosos do período assírio médio, conseguindo impor tributos de lugares tão distantes quanto a Fenícia, suas conquistas não foram duradouras e vários territórios, especialmente no oeste, provavelmente foram perdidos novamente antes de sua morte.
Como resultado das campanhas de Tiglate-Pileser, a Assíria ficou um pouco sobrecarregada e seus sucessores tiveram que se adaptar para ficar na defensiva. Seu filho e sucessor Assarideapalecur (r. 1075–1074 a.C.) governou muito brevemente para fazer qualquer coisa e seu sucessor Assurbelcala (r. 1073–1056 a.C.), outro filho de Tiglate-Pileser, conseguiu seguir apenas brevemente os passos de seu pai. Assurbelcala fez campanha nas montanhas a nordeste e no Levante e é registrado que recebeu presentes do Egito. Embora os objetivos políticos não tivessem mudado desde o tempo de Tiglate-Pileser, Assurbelcala também teve que desviar atenção significativa para os arameus. Devido às táticas arameus de evitar a batalha aberta e, em vez disso, atacar os assírios em inúmeras escaramuças menores, o exército assírio não pôde tirar proveito de sua superioridade técnica e numérica. Os arameus não eram os únicos inimigos de Assurbelcala no oeste, dado que ele também lutou contra Tuculti-Mer, rei de Mari. O conflito com Marduquenadinaque na Babilônia continuou sob Assurbelcala, embora tenha sido resolvido diplomaticamente. Após a morte do sucessor de Marduquenadinaque, Marduquesapiquezeri, em c. 1 065 a.C., Assurbelcala foi capaz de intervir e instalar o não relacionado Adade-Baladã como rei da Babilônia. A filha de Adade-Baladã se casou com Assurbelcala, trazendo paz aos dois reinos. Embora ele compartilhasse a ambição de seu pai e reivindicasse o título de "senhor de todos" após suas campanhas vitoriosas na Síria, Babilônia e nas montanhas do nordeste, Assurbelcala foi incapaz de superar Tiglate-Pileser e seus sucessos foram construídos em fundações instáveis.

### Segundo período de declínio

#### Século de crise

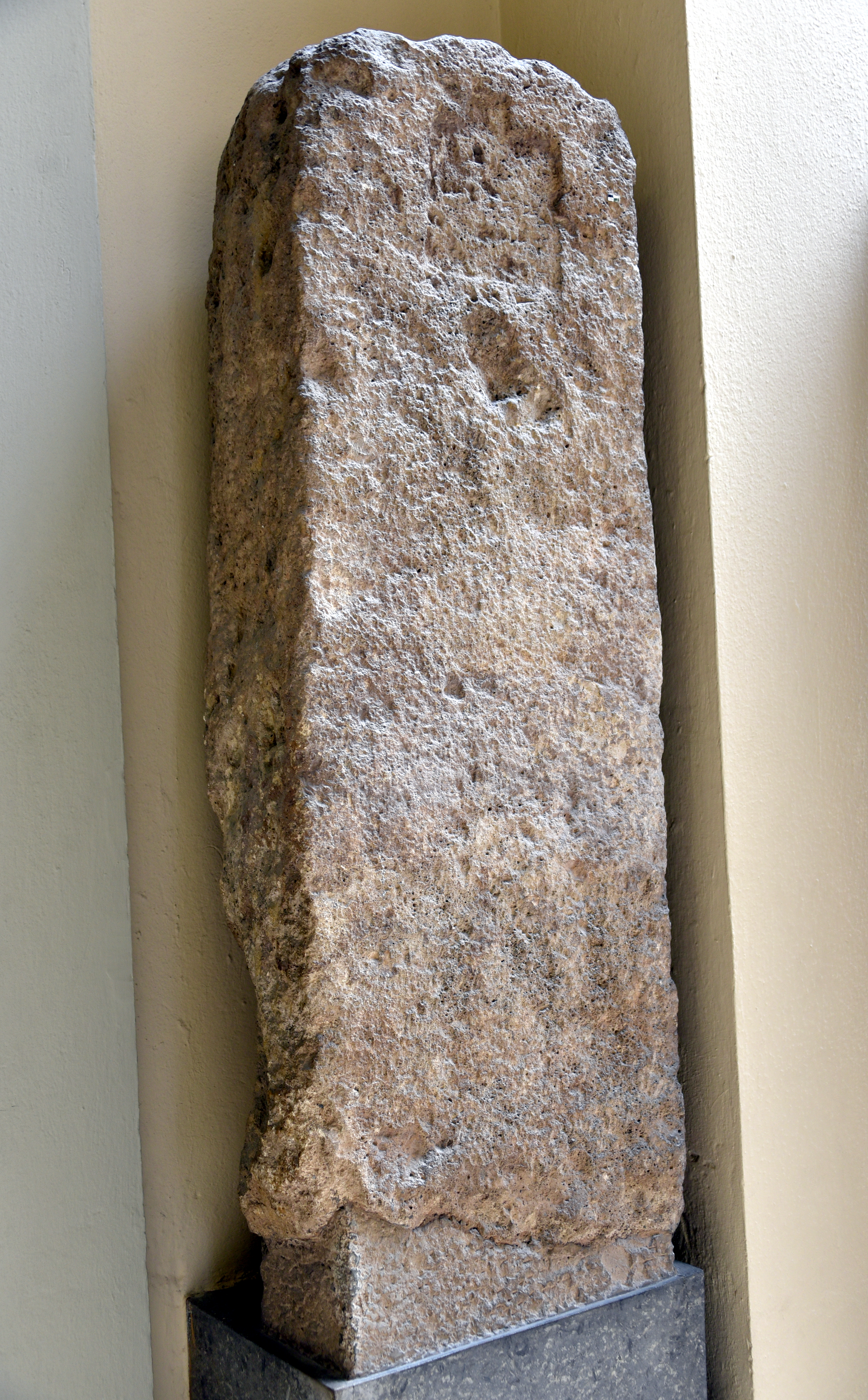
Estela de Assurrexixi II de Assur

O filho e sucessor de Assurbelcala, Eribadade II (r. 1056–1054 a.C.), e gerações de reis posteriores, foram incapazes de manter as conquistas de seus predecessores. O período de declínio iniciado após a morte de Assurbelcala não foi revertido até meados do século X a.C. Embora este período seja pouco documentado, é claro que a Assíria passou por uma grande crise.
Embora a Assíria tenha sido apenas marginalmente afetada pelo colapso da Idade do Bronze tardia, o colapso causou grandes mudanças na geopolítica das terras ao redor da Assíria. Em grande parte, o vácuo de poder deixado pelos hititas e egípcios na Anatólia e no Levante permitiu que várias comunidades e estados etnotribais tomassem seus lugares. No norte da Anatólia e norte da Síria, os lúvios tomaram o poder, formando os estados sírio-hititas. Na Síria, os arameus tornaram-se cada vez mais proeminentes. Na Palestina, os filisteus e israelitas criaram reinos próprios, eventualmente se unindo no Reino de Israel. Embora o cuneiforme tenha sido anteriormente o principal sistema de escrita dessas regiões, o surgimento de novos povos e reinos levou à substituição do cuneiforme no oeste por sistemas de escrita alfabética mais simples. Dos novos atores em cena, os arameus, por meio de seus movimentos às vezes para o leste, tiveram o maior efeito sobre a Assíria. Documentos tão antigos quanto o reinado de Tiglate-Pileser I demonstram que, mesmo naquele estágio inicial, os ataques arameus penetraram profundamente no coração da Assíria, em um ponto atingindo a própria Assur. Os arameus eram tribais e seus ataques eram incursões descoordenadas realizadas por grupos individuais. Como tal, os reis assírios foram capazes de derrotar vários grupos arameus em batalha. As táticas de guerrilha e a capacidade dos arameus de se retirarem rapidamente para terrenos difíceis, no entanto, impediu os exércitos assírios de alcançar uma vitória decisiva duradoura. Desde a morte de Assurnasirpal I (r. 1049–1031 a.C.) até o final do período assírio médio mais de um século depois, nenhuma inscrição real assíria sobrevivente descreve qualquer atividade militar. Embora reis dessa época, como Salmaneser II (r. 1030–1019 a.C.) e Assurrabi II (r. 1012–972 a.C.), usassem nomes que ecoavam orgulhosamente os de governantes anteriores bem-sucedidos, sugerindo um desejo de restaurar a antiga glória, documentos assírios posteriores viram essa época como uma dolorosa perda de território. Em 1 000 a.C., a Assíria estava no ponto mais baixo de seu poder, com muitos assentamentos anteriormente grandes em ruínas e governantes locais lutando contra novos chefes tribais pelo controle de terras que anteriormente faziam parte do império. O coração assírio continuou intacto, no entanto, protegido devido ao seu afastamento geográfico.

#### Começo dareconquistaassíria

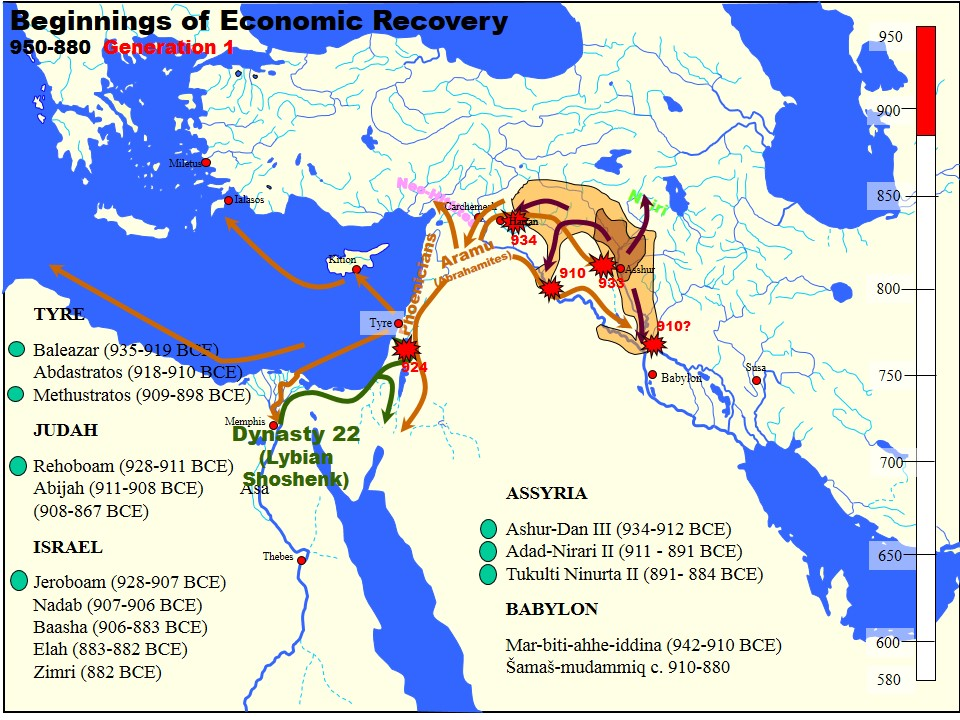
Fronteiras e campanhas assírias sob Assurdã II e os primeiros reis neoassírios

Os reis assírios nunca deixaram de acreditar que as terras perdidas acabariam sendo retomadas. No final, o colapso dos hititas e das terras egípcias no Levante beneficiou a Assíria; com os antigos impérios destruídos, os territórios fragmentados ao redor do coração assírio acabariam sendo conquistas fáceis para o exército assírio. O reinado de Assurdã II (r. 934–912 a.C.) efetivamente encerrou o segundo período mal documentado do declínio assírio médio. Várias inscrições sobrevivem do tempo de Assurdã, várias das quais descrevem campanhas nas periferias do coração assírio, ilustrando que o poder assírio estava começando a ressurgir. As campanhas de Assurdã concentraram-se principalmente no nordeste e noroeste. Entre as vitórias registradas em suas inscrições estava a conquista de Katmuḫu, que mais uma vez conquistou a independência durante o declínio. De acordo com a inscrição, Assurdã capturou Katmuḫu, arrasou o palácio real da cidade, trouxe seu rei para Arbela, esfolou-o e executou-o, e depois exibiu sua pele na parede de uma de suas cidades. A reconquista assíria significava que um alto nível de ameaça tinha que ser estabelecido para manter os vassalos na linha; uma explicação para a brutalidade e violência de certos atos (como o tratamento de Assurdã do rei derrotado) cometidos pelos reis assírios. As descrições de tais atos em inscrições não refletem necessariamente a verdade, uma vez que também serviram como ferramentas intimidadoras para propaganda e guerra psicológica.
As campanhas de Assurdã pavimentaram o caminho de grandes esforços para restaurar e expandir o poder assírio, começando no reinado de seu filho e sucessor Adadenirari II (r. 911–891 a.C.), cuja ascensão convencionalmente marca o início do sucessor Império Neoassírio. Embora historicamente às vezes tratado como uma entidade separada e distinta do Médio Império Assírio, o Império Neoassírio foi claramente a continuação direta da civilização assíria média, dado que a linha de reis e a habitação do coração assírio eram contínuas. As inscrições dos primeiros reis neoassírios normalmente tratam suas guerras de expansão como reconquistas de território perdido durante o declínio do Médio Império Assírio.

## Governo

### Realeza

#### Poder e papel
No anterior período assírio antigo, o governo assírio era em muitos aspectos uma oligarquia, com o rei sendo um ator permanente, mas não o único proeminente, presidindo as reuniões do principal órgão administrativo da cidade de Assur, a assembleia municipal. Talvez parcialmente inspirado pelo período de governo mais autocrático quando Assur estava sob o domínio do conquistador amorreu Samsiadade I (c. 1808–1776 a.C.), a influência da assembleia da cidade havia desaparecido no momento da ascensão de Assurubalite I. Embora o antigo título real tradicional iššiak Aššur ("governador [em nome] do deus Assur") continuasse a ser usado às vezes ao longo do período, os reis assírios médios tinham pouco em comum com seus predecessores assírios antigos e eram governantes únicos. À medida que o poder da Assíria crescia, os reis começaram a empregar uma gama cada vez mais sofisticada de títulos reais muito mais autocráticos por natureza do que o antigo iššiak Aššur. Assurubalite I foi o primeiro a assumir o título šar māt Aššur ("rei da terra do [deus] Assur") e seu neto Ariquedenili introduziu o título šarru dannu ("rei forte"). Os reis durante a primeira grande fase de expansão da Assíria aceleraram a adoção de novos títulos. As inscrições de Adadenirari I exigiam 32 linhas para serem dedicadas apenas aos seus títulos, que incluíam, entre outros, nêr dapnūti ummān kaššî qutî lullumî u šubarî ("derrotador dos exércitos agressivos dos cassitas, Qutû, Lulumu, e Šubaru"), šakanki ilāni ("nomeado dos deuses") e rubā’u ellu ("príncipe sagrado"). O desenvolvimento atingiu seu auge sob o amplo Tuculti-Ninurta I, que usou vários títulos denotando o tamanho de seu domínio, como "rei da Assíria e Cardunias", "rei da Suméria e Acádia", "rei dos Mares Superior e Inferior" e "rei de todos os povos". Títulos e epítetos reais eram muitas vezes altamente reflexivos dos desenvolvimentos políticos atuais e das conquistas de reis individuais; durante os períodos de declínio, os títulos reais usados normalmente tornaram-se mais simples novamente, apenas para crescer mais uma vez quando o poder assírio experimentava ressurgimentos.
Além de seus papéis como líderes militares, os reis eram religiosamente significativos. Já no período assírio antigo, os reis eram considerados os administradores da divindade nacional assíria Assur, embora isso tenha começado a se manifestar ainda mais no período assírio médio. O mais antigo rei assírio conhecido por se referir explicitamente a si mesmo como sacerdote (šangû) foi Adadenirari I, que entre seus títulos usou o epíteto šangû ṣıru ša Enlil ("sacerdote exaltado do deus Enlil"). Várias fontes enfatizam que o rei assírio era próximo do deus Assur e seu papel como intermediário entre o deus Assur e a humanidade. Esperava-se que o rei, em conjunto com o povo assírio, fornecesse oferendas ao deus. Esperava-se também que os reis assírios médios cuidassem de todos os outros deuses; Salmaneser I em suas inscrições menciona que ele forneceu oferendas para "todos os deuses". A partir da época de Assurrexixi I em diante, os deveres religiosos e cúlticos do rei foram colocados em segundo plano, embora ainda fossem mencionados com destaque nos relatos de construção e restauração de templos. Os títulos e epítetos assírios em inscrições a partir de então geralmente enfatizam os reis como poderosos guerreiros.
Os reis assírios médios eram a autoridade judicial suprema no império, embora geralmente pareçam estar menos preocupados com seu papel como juízes do que seus predecessores no período assírio antigo. Esperava-se, no entanto, que os reis garantissem o bem-estar e a prosperidade das terras e do povo assírio, muitas vezes referindo-se a si mesmos como "pastores" (re’û). As inscrições reais assírias médias também prestam especial atenção às obras públicas, sendo a construção e reparação de templos a principal preocupação, mas também sendo mencionada a construção de outras obras, como palácios. Ao reconstruir ou construir edifícios, os reis muitas vezes lançavam depósitos de fundação com seus nomes. Esperava-se que os governantes posteriores honrassem as obras de seus predecessores e quem não o fizesse era amaldiçoado. Um dos depósitos de fundação de Tuculti-Ninurta, referente à construção de Car-Tuculti-Ninurta, incluía a mensagem "Aquele que destrói esse muro, descarta minhas inscrições monumentais e meu nome inscrito, abandona Car-Tuculti-Ninurta, minha capital, e (a) negligencia: que o deus Assur, meu senhor, derrube sua soberania, esmague suas armas, traga a derrota de seu exército, diminua suas fronteiras, decrete o fim de seu reinado, escureça seus dias, vicie seus anos (e) destrua seu nome e sua semente da terra".

#### Palácios reais e servidores

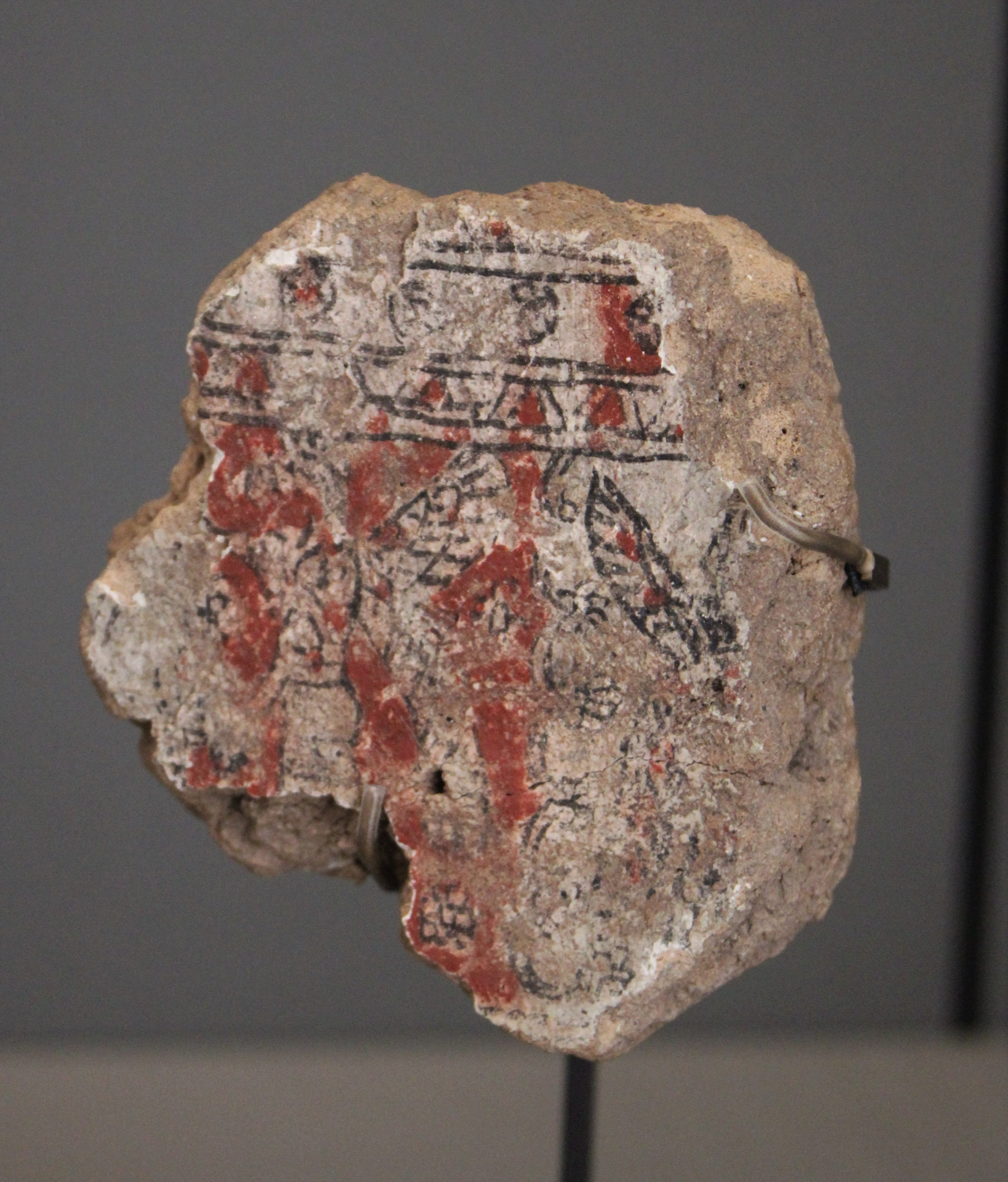
Fragmento de uma pintura de parede do palácio real de Tuculti-Ninurta I em Car-Tuculti-Ninurta

Os palácios reais assírios médios eram símbolos proeminentes do poder real e os centros e principais instituições do governo assírio. Embora o palácio principal estivesse localizado em Assur, os reis tinham palácios em vários locais diferentes entre os quais costumavam viajar. A fonte sobrevivente mais importante sobre os palácios reais assírios médios são os decretos do palácio da Assíria média, um conjunto de documentos compostos no final do reinado de Tiglate-Pileser I ou nos reinados de seus sucessores imediatos. Esses documentos contêm um grande número de regulamentos sobre o pessoal dos palácios e suas funções e deveres, em particular as mulheres. Esses regulamentos diferenciam entre a "esposa do rei" (aššat šarre), que os historiadores modernos chamariam de "rainha", e um grupo de "mulheres do palácio" (sinniltu ša ekalle), ou seja, um harém real composto por mulheres de nível inferior. A vida e a política da corte dentro dos palácios seguiam regras rígidas, supervisionadas por um conselho de titulares de cargos nomeados intimamente ligados à corte real. Os funcionários incluíam "governadores provinciais" (bēl pāḫete), "administradores do palácio" (rab ekalle), "arautos do palácio" (nāgir ekalle), "supervisores principais" (rab zāriqe) e "médicos do Interior" (asû ša betā nū). Esses conselheiros supervisionavam a conduta de outros cortesãos, que se dividiam em ša-rēši e mazzāz pāni. O significado dessas designações é pouco compreendido, e alguns indivíduos são atestados com ambos. É possível que os ša-rēši fossem eunucos, embora isso seja contestado. Os mazzāz pāni podem ter sido amigos íntimos e confidentes do rei.
Os decretos do palácio sobreviventes tratam das regras e da vida cotidiana das pessoas que viviam nos palácios. Incluem textos sobre os requisitos de admissão de pessoal masculino e se devem ter acesso ao harém, o comportamento adequado das mulheres do palácio (dentro e fora dos palácios), custódia de bens e resolução de disputas. Entre os reis assírios médios, Ninurtapalecur foi responsável por uma quantidade particularmente grande de decretos, talvez porque desejasse restaurar a ordem após sua usurpação do trono. Curiosamente, um de seus decretos é que qualquer mulher do palácio que "atravesse um descendente de Tuculti-Ninurta" deveria ser mutilada; apesar de Ninurtapalecur ter tomado o trono à força de Enlilcudurriusur, o último dos descendentes de Tuculti-Ninurta I a governar a Assíria.
O administrador-chefe dos palácios eram os mordomos (mašennu), identificados nos escritos como "grandes mordomos" (mašennu rabi’u) a partir do final do século XII a.C. para distinguir de administradores de famílias menores. Os mordomos estavam encarregados dos grandes armazéns dos palácios, onde os artesãos produziam diversos produtos colhidos a partir de matérias-primas. Os comissários também serviram como organizadores do comércio de longa distância. Sua principal função era abastecer os palácios com metais, animais, peles de animais e artigos de luz (como joias, objetos de madeira, tecidos e perfumes).

### Administração

#### Administração real e quadro provincial

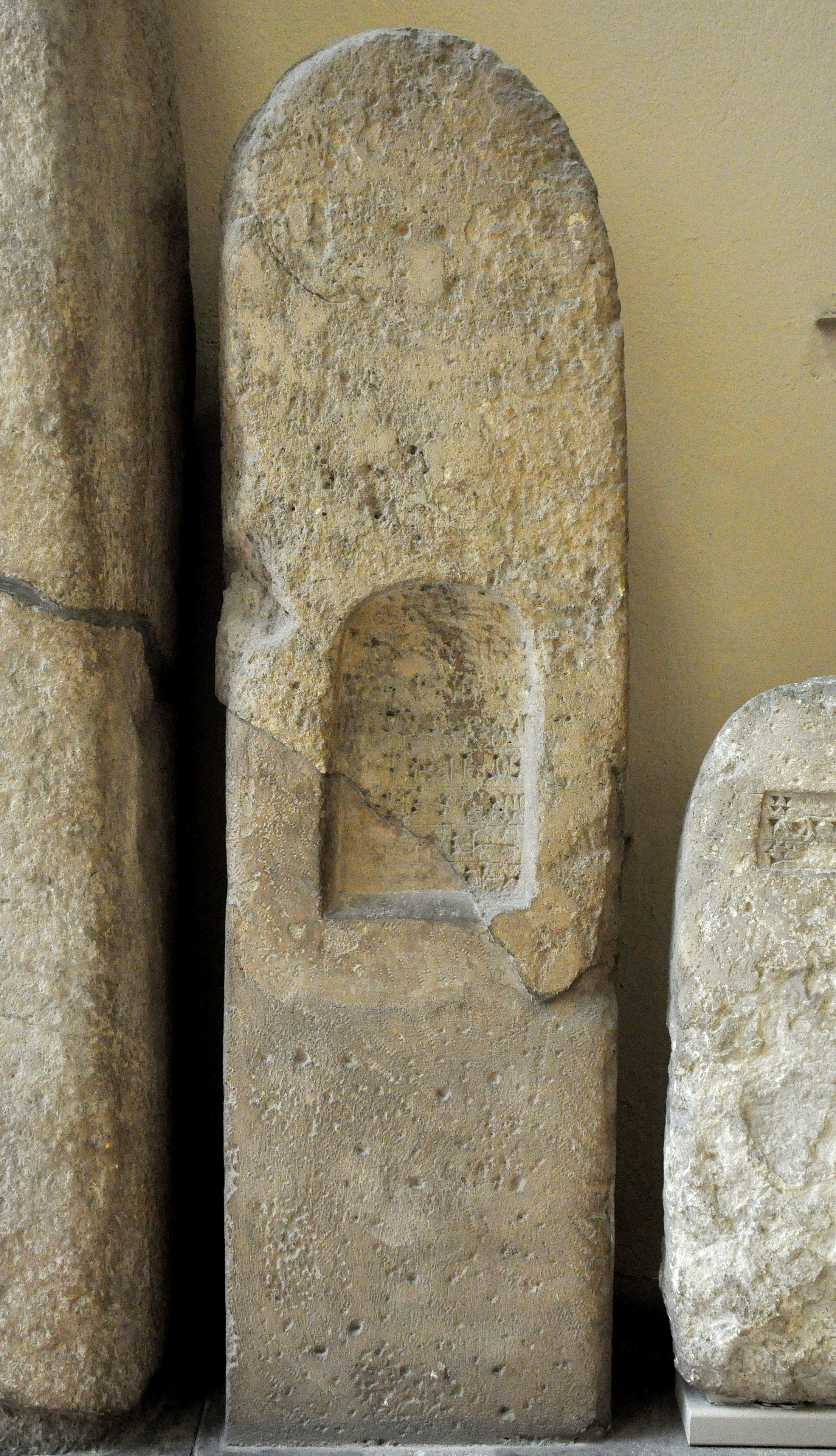
Estela de Assur-mudammeq, governador de Nínive,

Reconhecido como o intermediário entre a humanidade e os deuses, o rei assírio foi o chefe da administração da Assíria durante o período assírio médio. Embora não haja evidência de que os reis assírios médios tivessem um gabinete de seus mais altos funcionários, como poderia ter sido o caso no período neoassírio seguinte, os reis se cercaram de um grupo de conselheiros que aconselhavam sobre política e decisões. Entre os conselheiros mais proeminentes estavam os vizires (sukkallu), que às vezes se envolvia em assuntos diplomáticos. Desde pelo menos o tempo de Salmaneser I em diante também havia grão-vizires (sukkallu rabi’u), superior aos vizires comuns, que muitas vezes também serviam como governantes vassalos das terras do antigo reino de Mitani. Os grão-vizires eram tipicamente membros da família real. Como muitos outros cargos administrativos e burocráticos, o cargo era hereditário, com os filhos sucedendo aos pais. Outros burocratas foram retirados do ša-rēši dos palácios e foram incumbidos de várias áreas de responsabilidade para ajudar o rei a manter contato com várias instituições em todo o império, incluindo acompanhar os rendimentos das colheitas e o número de animais de fazenda, alocar presentes reais, certificar vendas privadas de terras e anotar  para baixo montantes de tributos, prisioneiros de guerra e taxas. Se assim o desejassem, o rei poderia intervir em qualquer nível e a qualquer momento, seja pessoalmente, por meio de um comando, emitindo um decreto ou enviando um representante. Os funcionários mais poderosos tinham representantes próprios, chamados qepū.
O território do Médio Império Assírio foi dividido em um conjunto de províncias ou distritos (pāḫutu), atestada pela primeira vez durante o reinado de Assurubalite I. Em algumas fontes do século XIII a.C. também aparece outro tipo de subdivisão, o ḫalṣu (fortificações/distritos), mas estes foram logo depois substituídos completamente por pāḫutu. O número de províncias mudou à medida que o território da Assíria se expandiu e se contraiu, com o maior número de províncias sendo registrado no reinado de Tuculti-Ninurta I. Cada província era chefiada por um governador provincial (bel pāḫete) que era responsável pela economia local e pela segurança e ordem pública. Outra importante tarefa dos governadores era armazenar e distribuir os bens produzidos na província, que eram inspecionados e recolhidos pelos representantes régios uma vez por ano. Por meio desse sistema, o governo central mantinha-se informado sobre os estoques atuais de suprimentos em todo o império. Os governadores também supervisionavam artesãos e agricultores locais, organizando suas atividades e garantindo que tivessem comida e outros suprimentos suficientes para viver. Se as rações fossem baixas, os governadores solicitavam apoio do rei e de outros governadores e, por sua vez, eram obrigados a fornecer esse apoio também a outros. Além dos impostos, as províncias tinham que fornecer oferendas ao deus Assur, marcando sua filiação e fidelidade ao governo assírio. As oferendas eram bastante pequenas e principalmente simbólicas.

#### Territórios não provinciais

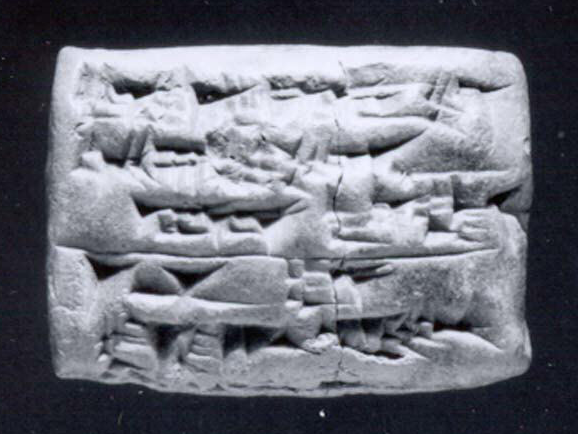
Tabuinha cuneiforme assíria média do século XIII a.C. contendo um memorando administrativo

Algumas regiões do reino assírio estavam fora da estrutura provincial, mas ainda sujeitas aos reis assírios, incluindo estados vassalos governados por reis menores, como as terras de Mitani governadas pelos grão-vizires. Sob os governadores provinciais, as cidades também tinham suas próprias administrações, chefiadas por prefeitos (ḫazi’ānu), nomeados pelos reis, mas representando a elite local da cidade. Semelhante aos governadores, embora menos importantes, os prefeitos eram os principais responsáveis pela economia local, incluindo a supervisão de rações, agricultura e organização do trabalho.
Os assírios também empregavam o que eles chamavam de sistema ilku, não muito diferente do feudalismo da Europa Medieval; os reis assírios reivindicavam a maior parte das terras do império, incluindo propriedades privadas, de modo que, por sua vez, por fornecerem terras aráveis a servos e pessoal para se sustentarem, os reis esperavam seu serviço em troca. A extensão e a natureza desses serviços variavam e eram determinadas pela administração real. Se um proprietário de terras morresse ou recusasse seus deveres acordados, suas famílias poderiam perder as terras que haviam recebido. Não está claro quais fatores determinaram a natureza dos serviços, nem o que determinou a quantidade de terra que um determinado indivíduo ou família recebeu. Os funcionários de mais alto escalão normalmente recebiam grandes estados, talvez incluindo aldeias inteiras e seu povo. Em teoria, o sistema assegurava laços estreitos entre os proprietários e suas terras, mas vários fatores desestabilizaram o sistema. Estes incluíam que os deveres não tinham de ser exercidos pessoalmente, mas podiam ser cumpridos mediante pagamento em dinheiro ou envio de um representante, e que as terras podiam ser vendidas a um comprador, que então devia assumir os deveres que o proprietário anterior tinha  exigiu empreender. Durante longos períodos de tempo, isso significou que a conexão entre os deveres e a supervisão da terra alocada foi cortada.
Alguns funcionários assírios influentes foram como recompensa por seus serviços concedidos assentamentos dunnu, grandes propriedades que funcionavam como grandes fazendas e eram isentas de impostos sobre seus produtos. Tais propriedades são mais comuns nos territórios ocidentais do império, onde os governadores e representantes locais precisavam de maior autonomia para lidar com a geopolítica e os desafios locais. O local mais conhecido hoje que em algum momento funcionou como uma propriedade dunnu é Tel Sabi Abyad. Documentos descrevem a propriedade como uma grande propriedade agrícola, abrangendo cerca de 3.600 hectares e empregando cerca de 100 agricultores livres e suas famílias, além de 100 agricultores não livres (šiluhlu̮) e suas famílias.

### Tributação e recrutamento

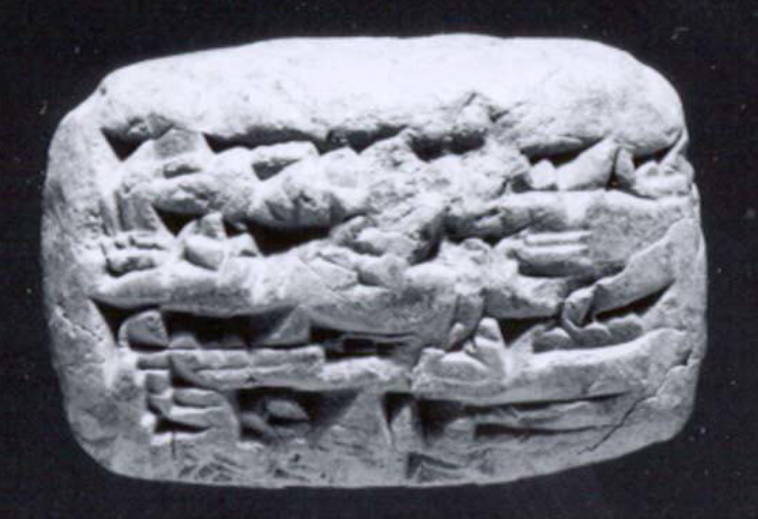
Tabuinha cuneiforme assíria média do século XIII a.C. contendo um registro administrativo

Para que os grandes projetos de construção e atividades militares dos reis assírios médios fossem possíveis, o Médio Império Médio empregou um sofisticado sistema de recrutamento e administração de pessoal. Para acompanhar e administrar os diversos povos sob controle imperial, um tipo específico de tabuinhas enceradas, chamadas de le’ānū (le’ū na forma singular), foram empregadas. Essas tabuinhas, atestadas desde a época de Adadenirari I em diante, resumiam dados sobre a mão de obra disponível, calculavam as rações e provisões necessárias e documentavam responsabilidades e tarefas. De acordo com registros administrativos de obras nos palácios reais de Car-Tuculti-Ninurta e Assur, esses projetos foram concluídos com uma força de trabalho de cerca de 2.000 homens, divididos em recrutas de várias cidades (ḫurādu), principalmente reunidos através do sistema ilku, engenheiros ou arquitetos (šalimpāju), carpinteiros e funcionários religiosos.
O sistema tributário do Médio Império Assírio ainda não é totalmente compreendido. Embora se saiba que os cobradores de impostos existiram, faltam registros de impostos sendo cobrados e quais eram; o único imposto direto atualmente atestado com confiança pago por pessoas físicas era um imposto de importação, cobrado sobre importações de bens de estados estrangeiros. Em pelo menos um caso, esse imposto atingiu cerca de 25% do preço de compra. Alguns documentos também mencionam o imposto ginā’u, que tinha alguma ligação com os governos provinciais. Outras fontes de dinheiro economicamente importantes para o império incluíam a pilhagem dos territórios conquistados, o que reduzia o custo da campanha que os conquistava, tributos contínuos (madattu) de estados vassalos, bem como "presentes do público" (nāmurtu) de governantes estrangeiros e indivíduos poderosos. Esses presentes às vezes podiam ser de grande valor para o próprio império; um documento atesta que um presente dado a Ninurta-Tuculti-Assur enquanto ele ainda era um príncipe no reinado de seu pai Assurdã I incluía 914 ovelhas.

## Militares
Não havia exército permanente no período assírio médio. Em vez disso, a maioria dos soldados usados para combates militares era mobilizada apenas quando era necessário, como para projetos civis ou em época de campanhas. Grandes quantidades de soldados poderiam ser recrutados e mobilizadas com relativa rapidez com base em obrigações e regulamentos legais. É impossível determinar a partir das inscrições sobreviventes até que ponto as tropas assírias médias foram treinadas para suas tarefas, mas é improvável que o exército assírio pudesse ser tão bem sucedido quanto nos reinados de figuras como Tuculti-Ninurta I e Tiglate-Pileser I sem soldados treinados. Além dos recrutas, que são chamados de ḫurādu ou ṣābū ḫurādātu nas inscrições, havia também uma classe mais experiente de soldados "profissionais", chamada de ṣābū kaṣrūtu. Não está claro o que exatamente separou os ṣābū kaṣrūtu dos outros soldados; talvez o termo incluísse alguns ramos do exército, como arqueiros e cocheiros, que exigiam treinamento mais extenso do que soldados de infantaria normais, provavelmente parte dos ṣābū ḫurādātu. Também fica claro pelas inscrições que bandos de mercenários foram recrutados para algumas campanhas.

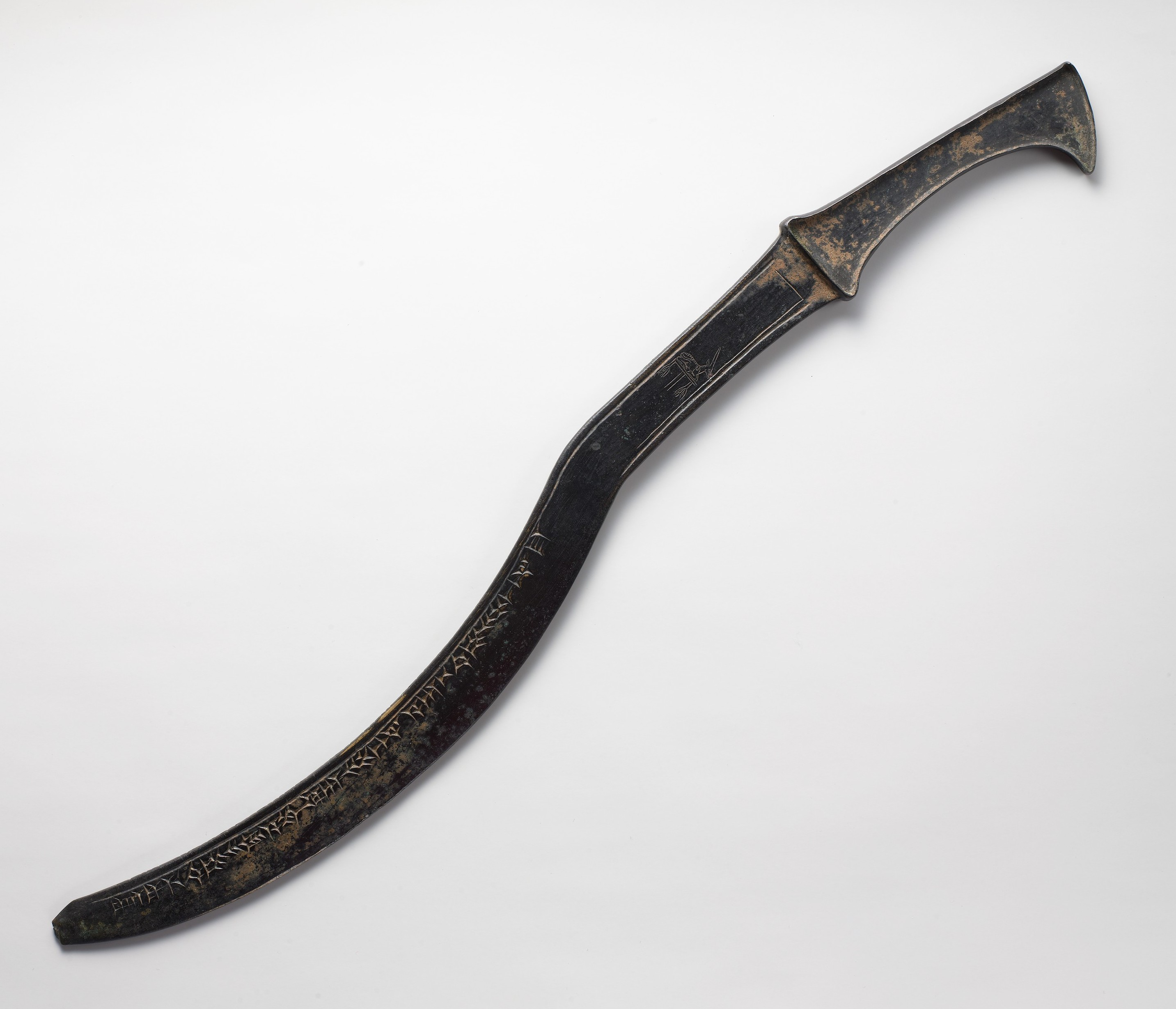
Espada foice cerimonial que pertenceu ao rei assírio médio Adadenirari I

Os soldados de infantaria parecem ter sido divididos em sạ bū ša kakkē ("tropas armadas") e  sạ bū ša arâtē ("tropas com escudo"). As inscrições sobreviventes não especificam que tipo de armamento esses soldados carregavam. Nas listas das tropas nos exércitos, os sạ bū ša kakkē aparecem em frente às carruagens, enquanto os sạ bū ša arâtē aparecem em frente aos arqueiros. É possível que os sạ bū ša kakkē incluíssem tropas de ataque à distância, como fundibulários (ṣābū ša ušpe) e arqueiros (ṣābū ša qalte). As carruagens eram um componente separado do exército. Com base em representações sobreviventes, as carruagens eram tripuladas por dois soldados: um arqueiro que comandava a carruagem (māru damqu) e um piloto (ša mugerre). As carruagens não eram usadas extensivamente antes da época de Tiglate-Pileser I, que colocou ênfase particular nas carruagens não apenas como uma unidade de combate, mas também como o veículo a ser usado pelo rei. Evidência clara da importância estratégica especial das carruagens vem de carruagens que formam seu próprio ramo do exército, enquanto a cavalaria (ša petḫalle) não. Quando usada, a cavalaria era frequentemente empregada simplesmente para escolta ou entrega de mensagens. Outros papéis de combate especializados existiam, incluindo os sapadores (ša nēpeše), particularmente úteis em cercos.
Oficiais militares e generais, incluíam indivíduos nomeados para cargos denominados sukkallu, sukkallu rabi’u, tartennu e nāgiru. Os generais eram geralmente recrutados de funcionários da administração real, não dos soldados comuns. Alguns generais nomeados usavam o título kiṣri ("capitão"). O pessoal do trem de bagagem, não participando de combate ativo, também incluía uma variedade de pessoas com diferentes cargos e funções.

## Sociedade

### População e cultura

#### Classes sociais

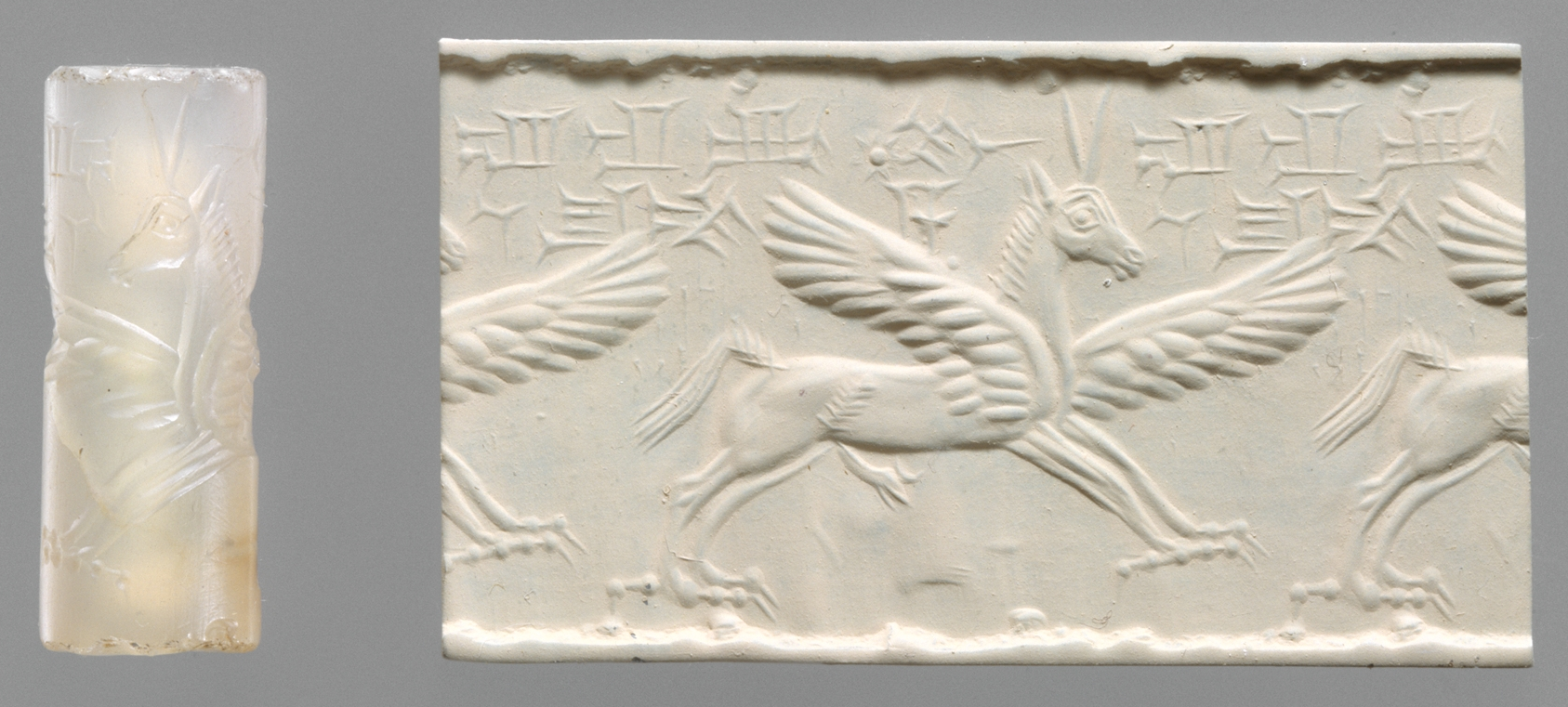
Selo cilíndrico assírio médio e impressão moderna, representando um cavalo alado

Devido ao limitado material sobrevivente, as informações sobre a vida social e as condições de vida do período assírio médio geralmente estão disponíveis em detalhes apenas para a elite socioeconômica e as classes altas da sociedade. No topo da sociedade assíria média estavam membros de famílias grandes e estabelecidas há muito tempo, chamadas de "casas", que tendiam a ocupar os cargos mais importantes dentro do governo. Essas casas eram, em muitos casos, descendentes das famílias de mercadores mais proeminentes do período assírio antigo. Fica claro pelos documentos sobreviventes que a corrupção entre os funcionários reais, que às vezes usavam os recursos fornecidos a eles pelo governo assírio para gerar lucros privados, era um grande problema. A corrupção era vista como alta traição, com funcionários acusados de usar fundos reais para seu próprio ganho pessoal sendo simultaneamente acusados de odiar o rei. Por outro lado, às vezes esperava-se que os funcionários fornecessem alguns de seus próprios fundos pessoais para instituições públicas se o rei assim os ordenasse. Além dos fundos concedidos a eles pelo governo, os altos funcionários podiam gerar dinheiro de várias outras maneiras. Eles poderiam, por exemplo, emprestar dinheiro a particulares e cobrar juros altamente desfavoráveis, às vezes chegando a 100%, além de exigir bens como ovelhas e embarcações. Outra fonte de renda eram os "presentes" (šulmanū), ou seja, subornos, de particulares. Em troca de dinheiro, há registros de que muitos funcionários prestaram atenção extra a certos pedidos feitos a eles ou à administração real.
A maioria da população, que não pertencia à classe alta, tinha um padrão de vida muito mais baixo. O grupo mais alto em termos de classes era o dos homens livres (a’ılū), que, como as classes altas, podiam receber terras em troca de desempenhar funções para o governo, mas que não podiam viver nessas terras por serem comparativamente pequenas. Abaixo deles estavam os šiluhlu̮, ou homens não livres. Essas pessoas eram homens que haviam desistido de sua liberdade e entrado no serviço (principalmente agrícola) de outros por conta própria, que por sua vez recebiam rações e roupas. Muitos deles provavelmente também se originaram como prisioneiros de guerra e deportados estrangeiros. Foi possível pra um šiluhlu̮ recuperar sua liberdade, fornecendo um substituto que poderia então cumprir suas obrigações. Embora não totalmente diferente da escravidão, os documentos sobreviventes demonstram que os šiluhlu̮ não eram considerados propriedade de seus empregadores, mas sim do governo assírio. Em um caso, os funcionários reais são explicitamente registrados como tendo intervindo após a morte de um empregador de šiluhlu̮ para distribuir seus contratos entre seus filhos e um indivíduo aparentemente não relacionado. Outros membros de classes sociais claramente mais baixas incluíam os "moradores da aldeia" (ālāyû), também dependentes do proprietário da terra em que viviam, bem como os ālik ilke (pessoas que prestam serviços através do sistema ilku) e os hupšu, embora sua posição, status e padrões de vida em relação uns aos outros não sejam claros.

#### Famílias e posição das mulheres

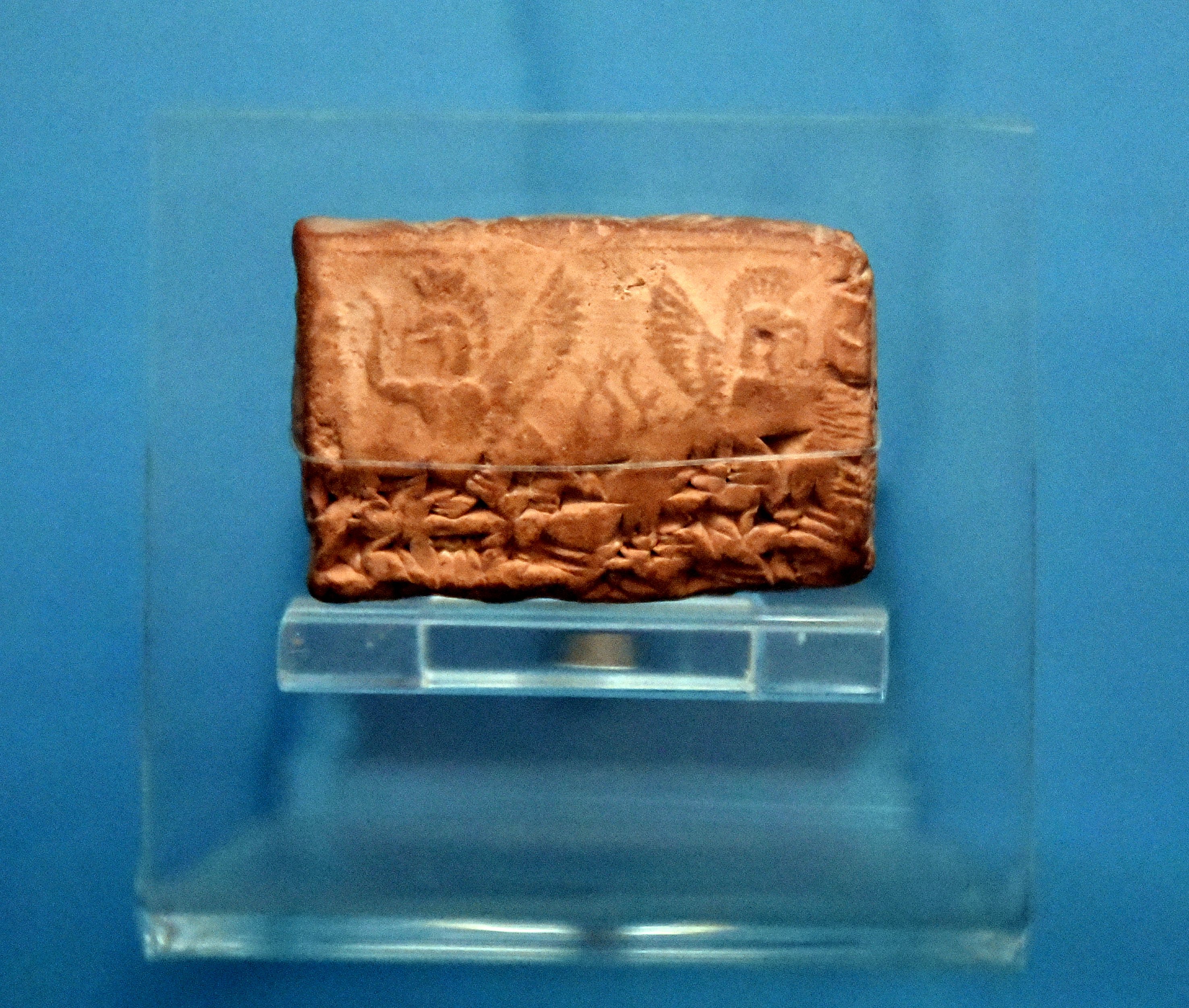
Tabuinha cuneiforme assíria média do século XII a.C. contendo um recibo para uma ovelha e uma cabra, pagamento por um ritual religioso de purificação realizado por um exorcista

Algumas informações sobre famílias e condições de vida no Médio Império Assírio podem ser obtidas das Leis Assírias Médias preservadas, bem como de listas sobreviventes de rações e censos. A norma era que as famílias eram relativamente pequenas em tamanho. Além dos membros da família, muitas famílias empregavam vários empregados. Esses servos podiam ser comprados ou fornecidos pelo governo assírio. O casamento raramente era decidido entre os futuros cônjuges, mas sim o resultado de negociações entre suas famílias. A poligamia era praticada pelos assírios, bem como por grupos estrangeiros no império, como os hurritas e elamitas, embora muitas famílias monogâmicas também sejam atestadas. Os censos e listas de ração registram os membros das famílias por idade e sexo, principalmente por ajudarem a calcular a quantidade de ração que deve ser fornecida a cada família. O chefe de família geralmente era o pai, mas no caso de o pai estar morto e o filho mais velho ainda não ter idade suficiente para assumir o papel, a mãe também poderia atuar como representante da família.
A posição social das mulheres no Médio Império Assírio pode ser examinada em detalhes devido às leis que lhes dizem respeito nas Leis Assírias Médias. Essas leis incluem punição por vários crimes, geralmente sexuais ou conjugais. Os direitos das mulheres no Médio Império Assírio parecem ter diminuído um pouco desde o período assírio antigo, quando mulheres e homens tinham pouca diferença na situação legal e, em geral, os mesmos direitos legais. Enquanto estavam na rua, muitas mulheres, incluindo viúvas, esposas e concubinas, eram obrigadas por lei a usar véu. É incerto se essas leis já foram fortemente aplicadas. Muitas mulheres também foram proibidas de usar véus. Certas sacerdotisas (identificadas como sacerdotisas qadiltu) só podiam usar véus se fossem casadas. Mulheres escravas e prostitutas (ḫarımtū) não tinham permissão para usar véus em nenhuma circunstância. Os filhos nascidos de uma concubina, ou alguém que não era a esposa principal, tinham status inferior, mas ainda podiam herdar dinheiro e propriedades se o casamento "principal" permanecesse sem filhos. O status das mulheres viúvas dependia de serem esposas principais ou secundárias e de terem filhos. As Leis Assírias Médias especificam que se esperava que uma mulher que perdesse o marido como prisioneira de guerra esperasse dois anos; se ela tivesse um sogro ou um filho para sustentá-la, ela não recebia apoio do governo, mas se ela estivesse sozinha e seu marido fosse um homem livre, ela poderia apelar para o apoio do governo fazendo um pedido aos "juízes" (da”anū), funcionários reais que eram obrigados a ajudá-la.

#### Grupos étnicos

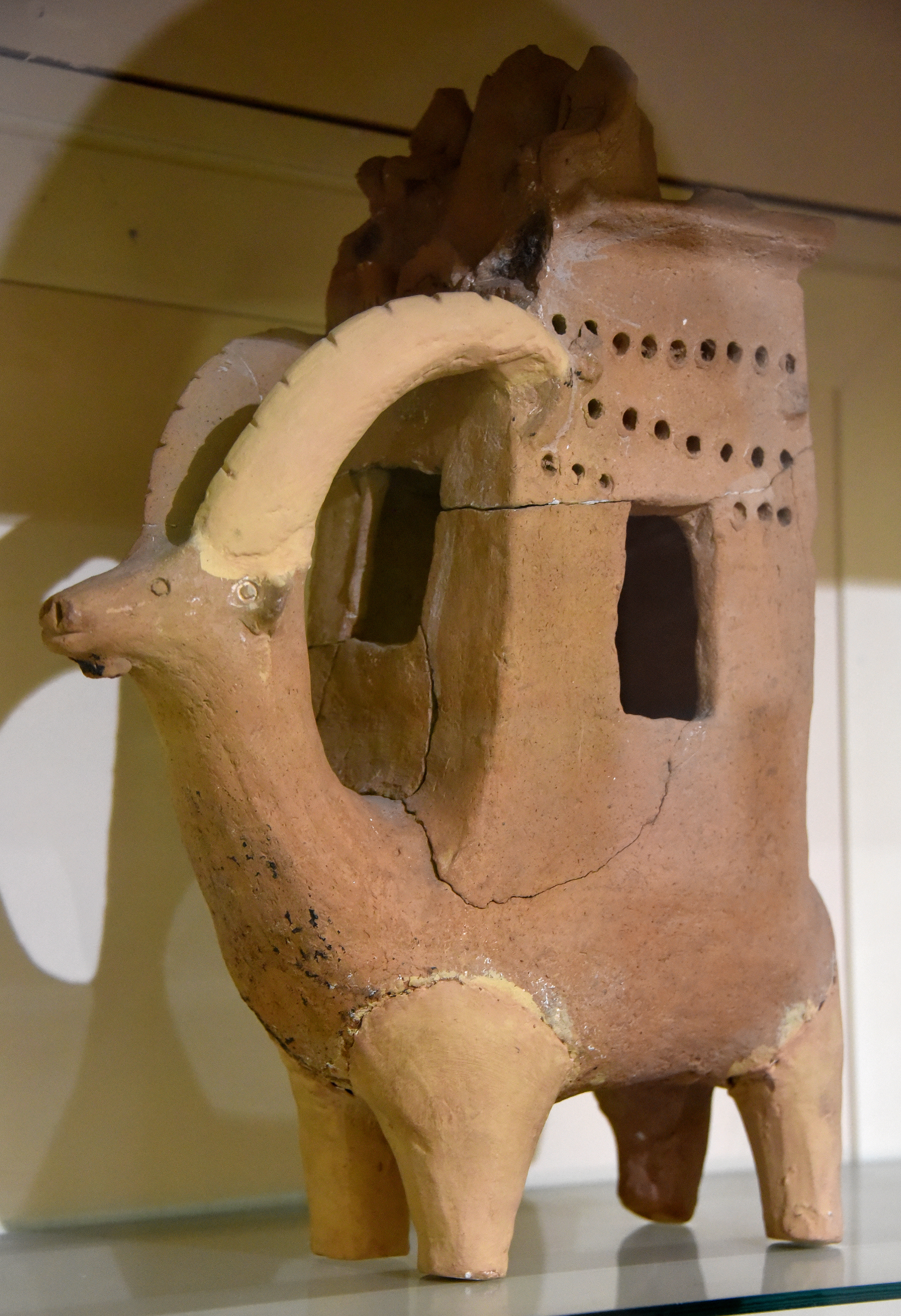
Incensário hurrita do Lago Dukan, c. 1300–1000 a.C.

A expansão do Médio Império Assírio, combinada com deportações e movimentos de povos conquistados, levou ao contato entre os assírios do coração assírio e grupos estrangeiros cada vez mais próximos. Os grupos étnicos estrangeiros mais proeminentes dentro do Médio Império Assírio foram os hurritas (incorporados através de conquistas no norte da Síria), cassitas (descendentes de deportados e cativos das campanhas babilônicas) e arameus. Embora muitas tribos arameias fossem combatidas pelos reis assírios, outras negociavam com os assírios e várias tribos arameias no final do período assírio médio começaram a se estabelecer e se estabeleceram bem dentro das fronteiras assírias. Pessoas pertencentes a grupos étnicos estrangeiras muitas vezes contribuíam com mão de obra, sendo empregadas em projetos de construção. Embora a maioria deles pareça ter ocupado posições inferiores na sociedade, eles também contribuíram para o desenvolvimento cultural assírio com suas próprias tradições culturais.
A antiga civilização assíria era relativamente aberta em relação ao que era um assírio; com o cumprimento de obrigações de uma pessoa (como o serviço militar), sua filiação ao Império Assírio e sua lealdade ao rei assírio sendo os principais fatores de serem vistos como assírios, em vez de idioma ou origem étnica. Como tal, provavelmente houve vários casos de assimilação gradual de alguns povos conquistados, que depois de apenas algumas gerações podem não ter se identificado como nada além de assírios.

### Língua
Os antigos assírios falavam e escreviam principalmente a língua assíria, uma língua semítica (ou seja, relacionada ao hebraico e árabe modernos) intimamente relacionada com o babilônico, falado no sul da Mesopotâmia. Tanto o assírio quanto o babilônico são geralmente considerados pelos estudiosos modernos como dialetos distintos da língua acádia. Esta é uma convenção moderna, pois autores antigos contemporâneos consideravam assírio e babilônico como duas línguas separadas; apenas o babilônico era referido como akkadûm, enquanto o assírio era referido como aššurû ou aššurāyu. Embora ambos tenham sido escritos com escrita cuneiforme, os sinais parecem bastante diferentes e podem ser distinguidos com relativa facilidade.
O registro textual assírio médio é um tanto irregular e o que se conhece vem principalmente de bibliotecas em Assur e Car-Tuculti-Ninurta. Como tal, muitas etapas da linguagem ainda são pouco documentadas. Embora se conheça um grande número de textos dos séculos XIII e XII, os textos posteriores ao reinado de Tiglate-Pileser I são muito raros. A forma assíria média da língua assíria não foi a única língua a ser empregada no Médio Império Assírio. Embora mais frequentemente usado em cartas, documentos legais e documentos administrativos, o dialeto babilônico contemporâneo era frequentemente usado para inscrições reais e literatura. Nos textos assírios médios dos arquivos reais, os documentos mais oficiais, como leis, decretos e descrições de coroações, são todos escritos na língua assíria média, sendo o babilônico, como em outros casos, reservado apenas para inscrições reais e literatura. Em algumas fontes acadêmicas do período assírio médio, a antiga língua suméria foi empregada ao lado de versões mais modernas do acádio.

### Sistema de estradas

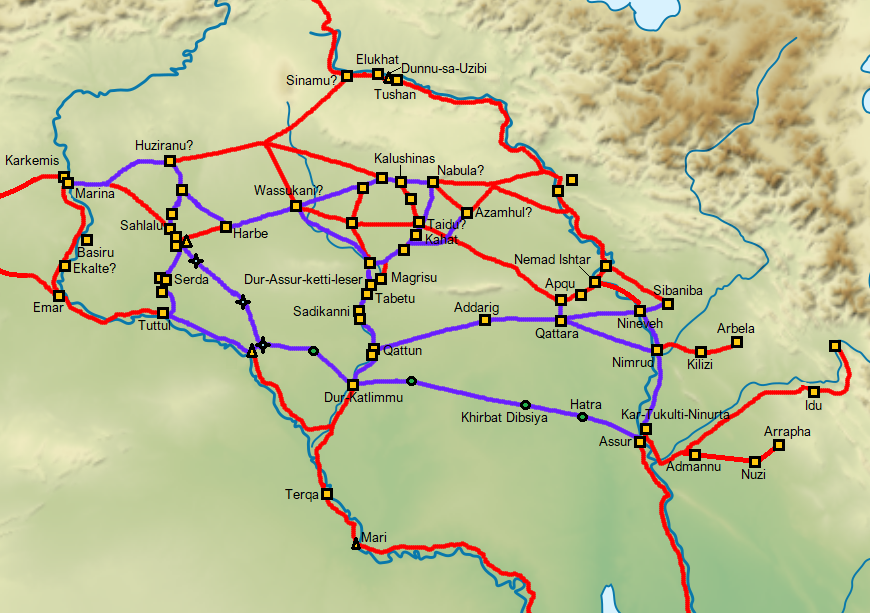
Mapa aproximado do sistema de estradas assírio médio. As estradas em roxo são atestadas arqueologicamente e as estradas em vermelho também provavelmente existiram.

Um sofisticado sistema de estradas imperial assírio foi criado no período assírio médio. Embora extensos sistemas de estradas devam ter sido empregados também em civilizações mais antigas, como pelos hititas e egípcios, o sistema de estradas assírio médio é o mais antigo sistema de estradas conhecido no Antigo Oriente Próximo, sua criação talvez decorrente da experiência comercial dos assírios no anterior período assírio antigo. O sistema rodoviário do Médio Império Assírio foi o precursor direto dos sofisticados sistemas rodoviários dos sucessivos impérios neoassírio, neobabilônico e aquemênida.
O sistema de estradas assírio médio foi estabelecido principalmente através da criação de instalações ao longo das rotas existentes. Fontes assírias contemporâneas referem-se à rede de estradas como harran sarri ("as estradas do rei"). A construção de novas estradas e a extensa renovação de estradas antigas parecem ter sido bastante limitadas, provavelmente porque não eram necessárias, uma vez que as antigas estradas da região ainda estavam em boas condições. Apenas duas pontes de pedra são comprovadamente construídas neste período, uma em Corsabade e outra em Nínive, com pontes de madeira talvez sendo usadas em outros lugares. As novas instalações, estações de retransmissão ou paradas para descanso, forneceram alimentação, acomodação para viajantes e cavalos adicionais, se necessário. Embora a distância entre as estações não seja totalmente clara a partir das fontes sobreviventes, parece que muitas estações foram colocadas a distâncias umas das outras iguais a cerca de um dia de viagem de carruagem, talvez chegando a intervalos de cerca de 30 quilômetros (18,7 milhas).
O sistema rodoviário foi um fator importante no sucesso da Assíria média, pois melhorou os canais de comunicação dentro do império. Os usuários mais frequentes das estradas, pelo menos em termos de aparições no material de origem sobrevivente, eram membros da administração assíria; mensageiros de funcionários e mensageiros reais, às vezes acompanhados por uma escolta para proteção. As estradas também são conhecidas por terem sido usadas por mensageiros estrangeiros e por particulares não associados ao governo assírio devido às suas aparições em documentos que descrevem as rações fornecidas a eles. Muitos viajantes viajavam em carruagens ou carruagens, mas muitos também viajavam a pé.

## Religião

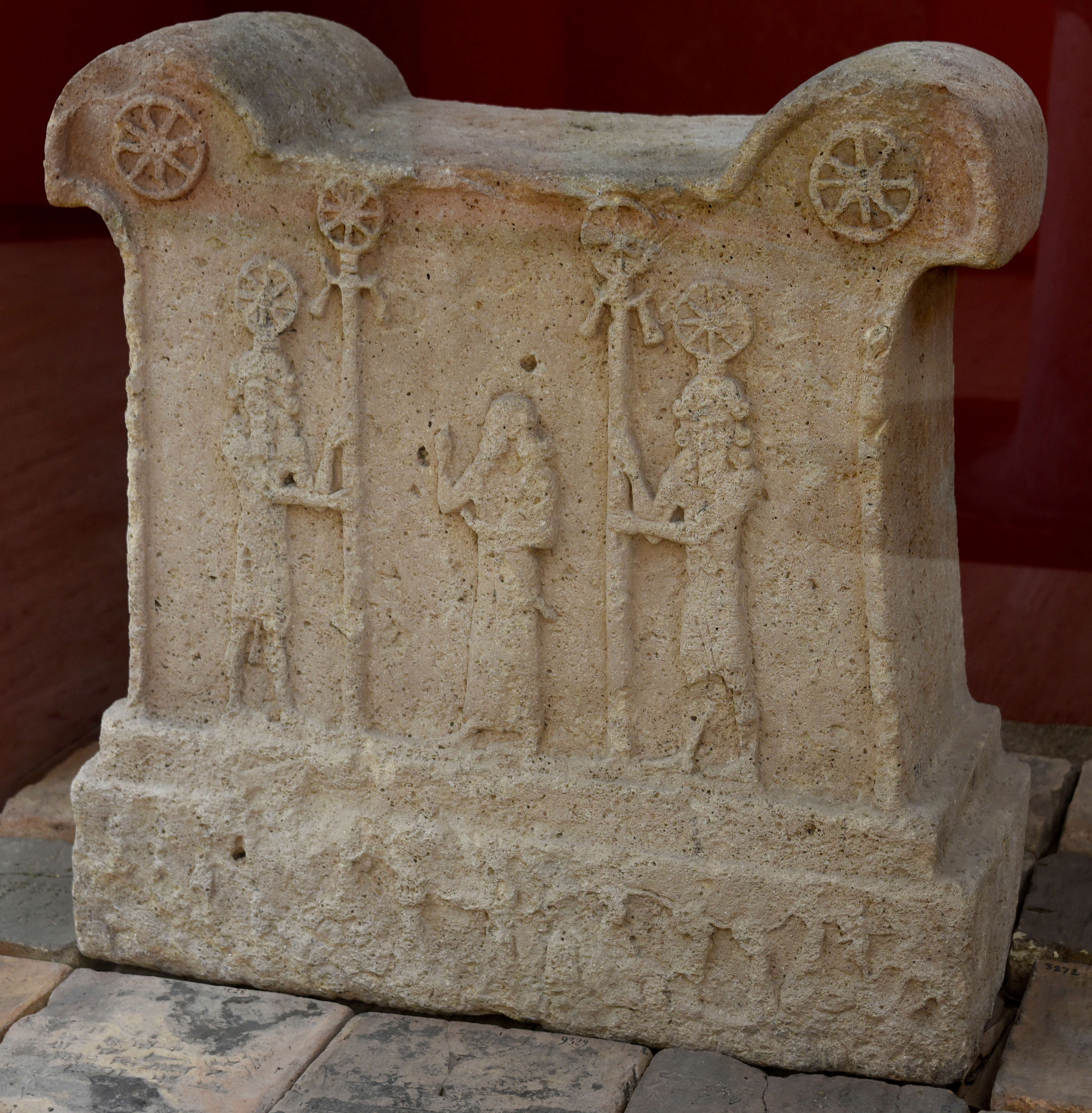
Um altar do templo de Assur, feito no reinado de Tuculti-Ninurta I

Os assírios adoravam o mesmo panteão de deuses que os babilônios no sul da Mesopotâmia. A principal divindade assíria era a divindade nacional Assur. Embora a divindade e a cidade sejam comumente distinguidas pelos historiadores modernos, ambos foram inscritos exatamente da mesma maneira nos tempos antigos (Aššur). Em documentos do anterior período assírio antigo, a cidade e o deus muitas vezes não são claramente diferenciados, o que sugere que o deus Assur se originou em algum momento do período assírio inicial como uma personificação divinizada da própria cidade. O papel de Assur como divindade era flexível e mudou com a mudança de cultura e política dos próprios assírios. No período assírio antigo, Assur era considerado principalmente como um deus da morte e do renascimento, relacionado à agricultura. No Médio Império Assírio, o papel de Assur foi completamente alterado. Possivelmente originada como uma reação ao período de suserania sob o reino de Mitani, a teologia assíria média apresentou Assur como um deus da guerra, que conferia aos reis assírios não apenas a legitimidade divina, algo retido do período assírio antigo, mas também comandava os reis para ampliar a "terra de Assur" com o "cetro justo" do deus Assur, ou seja, expandir o Império Assírio através da conquista militar.

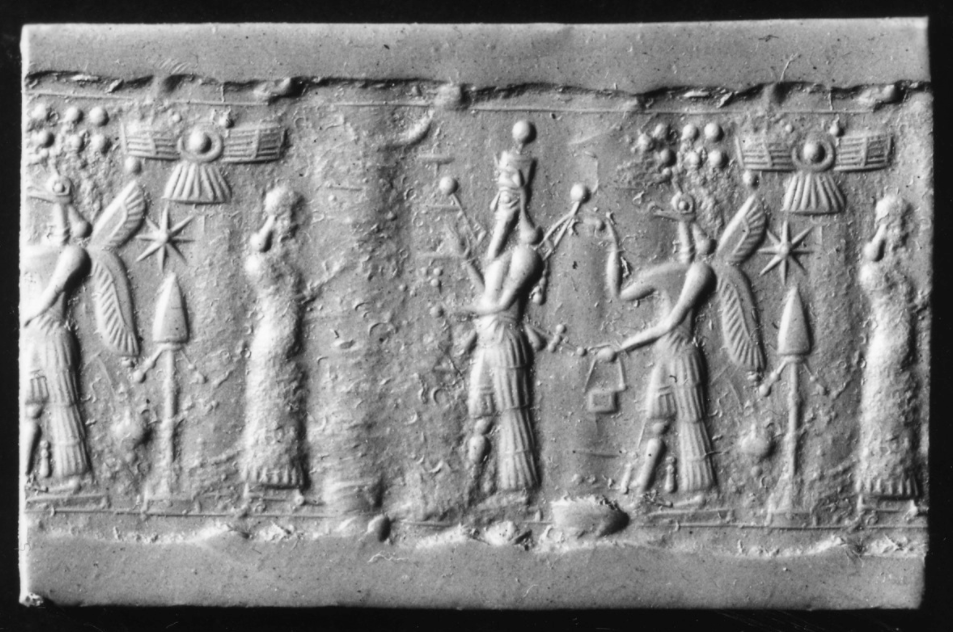
Impressão de um selo cilíndrico assírio médio, representando uma cena religiosa

É possível que o papel militar dominante do deus Assur no período assírio médio tenha sido resultado da teologia promulgada pelo conquistador amorreu Samsiadade I, que conquistou a cidade de Assur no século XIX a.C. Samsiadade substituiu o decadente templo original do deus Assur na cidade de Assur por um novo templo dedicado ao principal deus do panteão mesopotâmico, Enlil. Como Samsiadade também respeitava o deus Assur, e seu templo foi usado em tempos posteriores como templo para essa divindade, é provável que Samsiadade igualasse Enlil a Assur. Essa equação pode ter sido o que resultou em assírios posteriores vendo Assur como "rei dos deuses", um papel que civilizações anteriores no norte e no sul da Mesopotâmia atribuíram a Enlil. O desenvolvimento de igualar Assur com Enlil, ou pelo menos transferir o papel de Enlil para Assur, teve paralelo na Babilônia, onde o deus local anteriormente sem importância Marduque foi elevado no reinado de Hamurábi (século XVIII a.C.) para chefe do panteão, modelado após Enlil.
A importância e as implicações da equação de Assur com Enlil, o antigo rei sumério dos deuses, é aparente pela primeira vez no período assírio médio. As mercadorias enviadas por todas as províncias do Médio Império Assírio à cidade de Assur para fazer parte das oferendas ao deus Assur demonstram que era considerado importante que os cuidados básicos do deus fossem realizados conjuntamente por todas as partes do império. Isso ajuda a explicar por que o império como um todo foi designado como māt Aššur, a "terra do deus Assur", uma vez que todas as partes da terra alimentavam o deus e o deus, por sua vez, encarnava a terra. Todas as partes de um império doando bens para oferta não era uma ideia nova; tinha, por exemplo, sido empregado sob a terceira dinastia de Ur (c. 2112–2004 a.C.), embora nesse caso as ofertas fossem enviadas para Nipur e fossem para Enlil. O desenvolvimento de Assur em um deus unificador para todo o império através das oferendas provavelmente fortaleceu a identidade assíria entre todas as classes sociais, uma vez que os uniu como povo do deus.